# Sportjahr 1984
Liste der Sportjahre

◄◄ | ◄ | 1980 | 1981 | 1982 | 1983 | Sportjahr 1984 | 1985 | 1986 | 1987 | 1988 | ► | ►►

Weitere Ereignisse · Fußballjahr  · Olympische Spiele · Olympische Winterspiele

## Internationale Großveranstaltungen
- 8. Februar bis 19. Februar: Olympische Winterspiele 1984 in Sarajevo, Jugoslawien
- 28. Juli bis 12. August: Olympische Spiele 1984 in Los Angeles, USA

## Badminton
Höhepunkte des Badmintonjahres 1984 waren der Thomas Cup, der Uber Cup und die Europameisterschaft. 

### World Badminton Grand Prix
| Veranstaltung       | Herreneinzel        | Dameneinzel     | Herrendoppel                       | Damendoppel                   | Mixed                            |
| ------------------- | ------------------- | --------------- | ---------------------------------- | ----------------------------- | -------------------------------- |
| Chinese Taipei Open | Morten Frost        | Ivanna Lie      | Thomas Kihlström Stefan Karlsson   | Gillian Gilks Karen Beckman   | nicht ausgetragen                |
| Japan Open          | Morten Frost        | Zheng Yuli      | Thomas Kihlström Stefan Karlsson   | Gillian Gilks Karen Beckman   | Martin Dew Gillian Gilks         |
| Scottish Open       | Morten Frost        | Sally Podger    | Morten Frost Jesper Helledie       | Barbara Beckett Alison Fulton | Billy Gilliland Gillian Gowers   |
| Dutch Open          | Jens Peter Nierhoff | Helen Troke     | Mark Christiansen Michael Kjeldsen | Gillian Gilks Karen Beckman   | Martin Dew Gillian Gilks         |
| German Open         | Michael Kjeldsen    | Karen Beckman   | Mike Tredgett Martin Dew           | Gillian Gilks Karen Beckman   | Martin Dew Gillian Gilks         |
| Denmark Open        | Morten Frost        | Zheng Yuli      | Li Yongbo Tian Bingyi              | Kim Yun-ja Yoo Sang-hee       | Dipak Tailor Nora Perry          |
| Swedish Open        | Jens Peter Nierhoff | Fumiko Tōkairin | Park Joo-bong Kim Moon-soo         | Kim Yun-ja Yoo Sang-hee       | Thomas Kihlstrøm Maria Bengtsson |
| All England         | Morten Frost        | Li Lingwei      | Rudy Heryanto Hariamanto Kartono   | Lin Ying Wu Dixi              | Martin Dew Gillian Gilks         |
| Thailand Open       | Icuk Sugiarto       | Helen Troke     | Christian Hadinata Hadibowo        | Gillian Gilks Karen Beckman   | nicht ausgetragen                |
| Malaysia Open       | Icuk Sugiarto       | Li Lingwei      | Lee Deuk-choon Kim Moon-soo        | Wu Jianqiu Guan Weizhen       | Martin Dew Gillian Gilks         |
| Indonesia Open      | Lius Pongoh         | Li Lingwei      | Christian Hadinata Hadibowo        | Nora Perry Jane Webster       | Christian Hadinata Ivanna Lie    |
| Scandinavian Cup    | Morten Frost        | Han Aiping      | Zhang Qiang Zhou Jincan            | Lin Ying Wu Dixi              | Martin Dew Gillian Gilks         |
| Canadian Open       | Michael Kjeldsen    | Chen Hong       | Jalani Sidek Razif Sidek           | Gillian Gowers Karen Chapman  | Nigel Tier Gillian Gowers        |
| India Open          | abgesagt            | abgesagt        | abgesagt                           | abgesagt                      | abgesagt                         |
| Grand Prix Finale   | Morten Frost        | Han Aiping      | nicht ausgetragen                  | nicht ausgetragen             | nicht ausgetragen                |

## Leichtathletik
- 17. Februar – Sally Pierson, Australien, ging im 20.000-Meter-Gehen der Damen in 1:36,2 Stunden.
- 20. Februar – Ronald Weigel, DDR, ging im 50.000-Meter-Gehen der Herren in 3:38:31 Stunden.
- 24. März – Terri Turner, USA, sprang im Dreisprung der Damen 13,15 Meter.
- 22. April – Evelyn Ashford, USA, lief die 100 Meter der Damen in 10,76 Sekunden.
- 26. April – Tatjana Kasankina, Sowjetunion, lief die 3000 Meter der Damen in 8:22,26 Minuten.
- 28. April – Carol Cady, USA, erreichte im Hammerwurf der Damen 53,65 Meter.
- 5. Mai – Carol Cady, USA, erreichte im Hammerwurf der Damen 54,86 Meter.
- 5. Mai – Carol Cady, USA, erreichte im Hammerwurf der Damen 57,51 Meter.
- 6. Mai – Sabine Paetz, DDR, erreichte im Siebenkampf der Damen 6946 Punkte.
- 21. Mai – Steve Jones, Großbritannien, lief den Marathon der Herren in 2:08:05 Stunden.
- 26. Mai – Serhij Bubka, Sowjetunion, sprang im Stabhochsprung der Herren 5,85 Meter.
- 27. Mai – Natalja Lissowskaja, Sowjetunion, stieß im Kugelstoßen der Damen 22,53 Meter.
- 2. Juni – Serhij Bubka, Sowjetunion, erreichte im Stabhochsprung der Herren 5,88 Meter.
- 9. Juni – Jürgen Hingsen, Deutschland, erreichte im Zehnkampf der Herren 8832 Punkte.
- 10. Juni – Zhu Jianhua, China, sprang im Hochsprung der Herren 2,39 Meter.
- 19. Juni – Ramona Neubert, DDR, erreichte im Siebenkampf der Damen 6935 Punkte.
- 22. Juni – Tamara Bykowa, Sowjetunion, sprang im Hochsprung der Damen 2,05 Meter.
- 24. Juni – Olga Bondarenko, Sowjetunion, lief die 10.000 Meter der Damen in 31:13,8 Minuten.
- 24. Juni – Terri Turner, USA, erreichte im Dreisprung der Damen 13,15 Meter.
- 28. Juni – Ingrid Kristiansen, Norwegen, lief die 5000 Meter der Damen in 14:58,9 Minuten.
- 2. Juli – Fernando Mamede, Portugal, lief die 10.000 Meter der Herren in 27:13,8 Minuten.
- 3. Juli – Jurij Sedych, Sowjetunion, warf im Hammerwurf der Herren 86,34 Meter.
- 7. Juli – Susan Cook, Australien, ging im 20.000-Meter-Gehen der Damen in 1:36,2 Stunden.
- 13. Juli – Serhij Bubka, Sowjetunion, sprang im Stabhochsprung der Herren 5,90 Meter.
- 20. Juli – Uwe Hohn, DDR, warf im Speerwurf der Herren 104,8 Meter.
- 20. Juli – Ljudmila Andonowa, Bulgarien, sprang im Hochsprung der Damen 2,07 Meter.
- 21. Juli – Marita Koch, DDR, lief die 200 Meter der Damen in 21,71 Sekunden.
- 22. Juli – Margarita Ponomarjowa, Russland, lief die 400 Meter Hürden der Damen in 53,58 Sekunden.
- 28. Juli – Ingrid Kristiansen, Norwegen, lief die 5000 Meter der Damen in 14:58,9 Minuten.
- 5. August – Olga Krishtop, Ukraine ging im 10.000-Meter-Gehen der Damen in 44:52 Minuten.
- 9. August – Daley Thompson, Großbritannien, erreichte im Zehnkampf der Herren 8847 Punkte.
- 17. August – Irina Meszynski, DDR, warf im Diskuswurf der Damen 73,36 Meter.
- 22. August – Evelyn Ashford, USA, lief die 100 Meter der Damen in 10,76 Sekunden.
- 26. August – Tatjana Kasankina, Sowjetunion, lief die 3000 Meter der Damen in 8:22,6 Minuten.
- 26. August – Zdeňka Šilhavá, Tschechoslowakei, warf im Diskuswurf der Damen 74,56 Meter.
- 31. August – Thierry Vigneron, Frankreich, erreichte im Stabhochsprung der Herren 5,91 Meter.
- 31. August – Serhij Bubka, Sowjetunion, sprang im Stabhochsprung der Herren 5,94 Meter.
- 8. September – Daley Thompson, Großbritannien, erreichte im Zehnkampf der Herren 8847 Punkte.
- 12. September – Terri Turner, USA, erreichte im Dreisprung der Damen 13,21 Meter.
- 16. September – Joan Benoit, USA, lief den Halbmarathon der Damen 1:08:34 Stunden.
- 21. Oktober – Steve Jones, Großbritannien, lief den Marathon der Herren in 2:08:05 Stunden.

## Motorradsport

### Formula TT
- Die Formula TT besteht 1984 erstmals aus fünf Rennen. Neben der Isle of Man TT, dem Ulster Grand Prix und der Dutch TT zählen auch Läufe im portugiesischen Vila Real und im belgischen Zolder zur WM.

Details: Formula TT 1984

#### TT-F1-Klasse
- In der TT-F1-Klasse gewinnt der 32-jährige Nordire Joey Dunlop auf Honda seinen dritten Titel in Folge. Zweiter wird der Brite Roger Marshall (ebenfalls Honda), Dritter dessen Landsmann Tony Rutter (Ducati).

#### TT-F2-Klasse
- In der TT-F2-Klasse gewinnt der Brite Tony Rutter auf Ducati zum vierten Mal in Folge den Titel. Zweiter wird sein Landsmann Trevor Nation (Cagiva, später Ducati), Dritter der Nordire Brian Reid (Yamaha).

Logo der Winterspiele in Sarajevo

## Tischtennis
- Tischtennis-Europameisterschaft 1984 14. bis 22. April in Moskau
- Länderspiele Deutschlands (Freundschaftsspiele)
  - 10. Juni: Trier: D. – Südkorea 0:3 (Damen)
  - 12. Januar: Baunatal: D. – Ungarn 4:5 (Damen + Herren)
  - 13. Februar: Stadtallendorf: D. – Japan 5:4 (Herren)
  - 13. Februar: Stadtallendorf: D. – Japan 3:3 (Damen)
  - 9. Juni: Trier: D. – England 3:0 (Herren)
  - 9. Juni: Trier: D. – Jugoslawien 0:3 (Herren)
  - 9. Juni: Trier: D. – Ungarn 3:0 (Herren)
  - 9. Juni: Trier: D. – England 0:3 (Damen)
  - 9. Juni: Trier: D. – Jugoslawien 2:3 (Damen)
  - 9. Juni: Trier: D. – Luxemburg 3:0 (Damen)
- Europaliga
  - 11. Januar: Essen: D. – Ungarn 1:6 (Damen + Herren)
  - 15. Februar: Berlin: D. – England 1:6 (Damen + Herren)
  - 7. März: Östersund: D. – Schweden 1:6 (Damen + Herren)
  - 19. September: Heerlen: D. – Niederlande 6:1 (Damen + Herren)
  - 10. Oktober: Rucomberok: D. – Dänemark 3:4 (Damen + Herren)
  - 7. November: Neustadt/A.: D. – Polen 4:3 (Damen + Herren)
  - 12. Dezember: Günzburg: D. – Jugoslawien 5:2 (Damen + Herren)

## Wintersport
- 26. Februar: Nordische Skiweltmeisterschaft 1984 in Engelberg, Schweiz, Skispringen Teambewerb auf der Großschanze
- 17. März: Nordische Skiweltmeisterschaft 1984, Rovaniemi, Finnland, Nordische Kombination Teamwettbewerb 3×10 km

## Geboren

### Januar
- 01. Januar: Mubarak Al Rumaihi, katarischer Springreiter
- 01. Januar: Paolo Guerrero, peruanischer Fußballspieler
- 02. Januar: Olesja Belugina, russische Turnerin und Olympiasiegerin
- 02. Januar: Fu Haifeng, chinesischer Badmintonweltmeister
- 03. Januar: Maximilian Mechler, deutscher Skispringer
- 04. Januar: İbrahim Akın, türkischer Fußballspieler
- 04. Januar: Alexei Silajew, russischer Skispringer
- 07. Januar: Xavier Margairaz, Schweizer Fußballspieler
- 07. Januar: Luke McShane, englischer Schachgroßmeister
- 07. Januar: Georg Rothenburger, deutscher Handballspieler
- 08. Januar: Peter Latham, neuseeländischer Radrennfahrer
- 08. Januar: Salih Sefercik, türkischer Fußballspieler
- 09. Januar: Ragnhild Aas, norwegische Beachvolleyballspielerin
- 09. Januar: Vincent Descombes Sevoie, französischer Skispringer
- 09. Januar: Oliver Jarvis, britischer Automobilrennfahrer
- 10. Januar: Pierre Ragues, französischer Automobilrennfahrer
- 11. Januar: Justin Lindine, US-amerikanischer Radrennfahrer
- 11. Januar: Filip Salaquarda, tschechischer Automobilrennfahrer
- 11. Januar: Stijn Schaars, niederländischer Fußballspieler
- 11. Januar: Yannic Seidenberg, deutscher Eishockeyspieler
- 11. Januar: Kerstin Wohlbold, deutsche Handballspielerin
- 12. Januar: Robert Archibald, australischer Polospieler
- 12. Januar: Chaunté Lowe, US-amerikanisch Leichtathletin
- 12. Januar: Alain Montwani, andorranischer Fußballspieler
- 13. Januar: Eleni Ioannou, griechische Judoka († 2004)
- 13. Januar: Nick Mangold, US-amerikanischer American-Football-Spieler
- 15. Januar: Jan Werle, niederländischer Schachmeister
- 16. Januar: Stephan Lichtsteiner, Schweizer Fußballspieler
- 17. Januar: Tim Sebastian, deutscher Fußballspieler
- 18. Januar: Leonardo Nicolás Pisculichi, argentinischer Fußballspieler
- 18. Januar: Jauheni Schuleu, belarussischer Biathlet
- 18. Januar: Brian Welch, US-amerikanischer Skispringer
- 19. Januar: Dirk Bellemakers, niederländischer Radrennfahrer
- 19. Januar: Karun Chandhok, indischer Automobilrennfahrer
- 19. Januar: Nicolás Pareja, argentinischer Fußballspieler
- 19. Januar: Hamdi Salihi, albanischer Fußballspieler
- 19. Januar: Aljona Savchenko, deutsche Eiskunstläuferin
- 19. Januar: Thomas Vanek, österreichischer Eishockeyspieler
- 20. Januar: Federico Peluso, italienischer Fußballspieler
- 21. Januar: Amy Cragg, US-amerikanische Langstreckenläuferin
- 21. Januar: Timo Salzer, deutscher Handballspieler
- 22. Januar: Josef Çınar, deutsch-türkischer Fußballspieler
- 23. Januar: Arjen Robben, niederländischer Fußballspieler
- 24. Januar: Cedric Coudoro, deutscher Handballspieler
- 25. Januar: Ondřej Hotárek, tschechisch-italienischer Eiskunstläufer und Eiskunstlauftrainer
- 25. Januar: Simon W. Kristiansen, dänischer Handballspieler

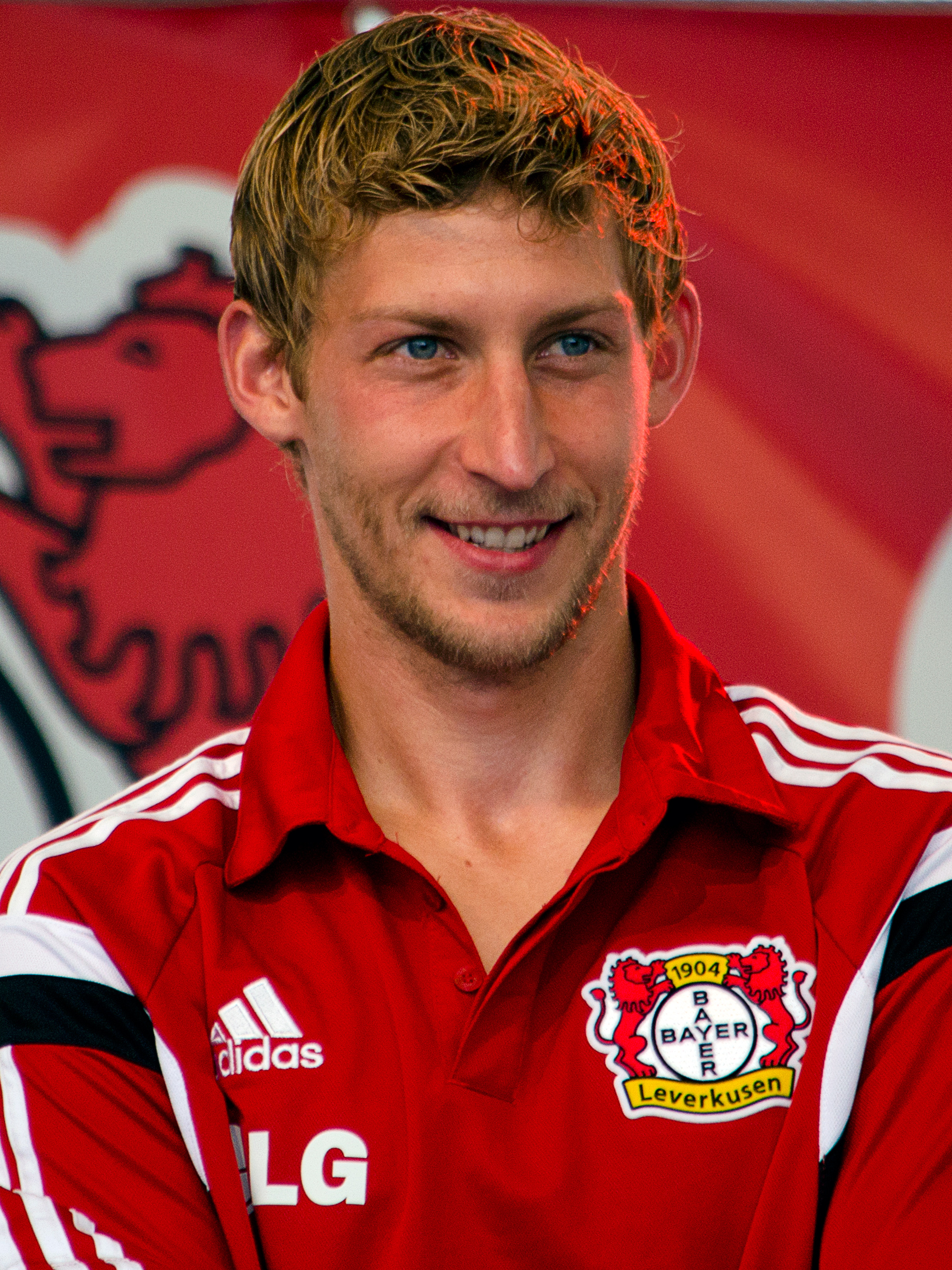
Stefan Kießling

- 25. Januar: Stefan Kießling, deutscher Fußballspieler
- 25. Januar: Robinho, brasilianischer Fußballspieler
- 25. Januar: Sebastian Sorsa, finnischer Fußballspieler
- 26. Januar: Silvi Antarini, indonesische Badmintonspielerin
- 26. Januar: Antonio Rukavina, serbischer Fußballnationalspieler
- 26. Januar: Grzegorz Wojtkowiak, polnischer Fußballnationalspieler
- 26. Januar: Luo Xuejuan, chinesische Schwimmerin und Olympiasiegerin
- 27. Januar: Monique Angermüller, deutsche Eisschnellläuferin
- 27. Januar: Juri Bereschko, russischer Volleyballspieler und Olympiasieger
- 28. Januar: Andre Iguodala, US-amerikanischer Basketballspieler
- 28. Januar: Mareen Kräh, deutsche Judoka
- 31. Januar: Franziska Steil, deutsche Handballspielerin und -trainerin
- 31. Januar: Alexander Ludwig, deutscher Fußballspieler
- 31. Januar: Alessandro Rosina, italienischer Fußballspieler
- 31. Januar: Jeremy Wariner, US-amerikanischer Leichtathlet

### Februar
- 02. Februar: Yusuf Barak, afghanischer Fußballspieler
- 02. Februar: Natia Natia, amerikanisch-samoanischer Fußballspieler
- 02. Februar: Kathleen Weiß, deutsche Volleyballnationalspielerin
- 04. Februar: Brittney Page, kanadische Volleyballspielerin
- 05. Februar: Edgaras Česnauskis, litauischer Fußballspieler
- 05. Februar: Rogério Dutra da Silva, brasilianischer Tennisspieler
- 05. Februar: Ji Wei, chinesischer Leichtathlet
- 05. Februar: Michael Nell, kanadischer Skispringer
- 05. Februar: Carlos Tévez, argentinischer Fußballspieler
- 06. Februar: Duanganong Aroonkesorn, thailändische Badmintonspielerin
- 06. Februar: Darren Bent, englischer Fußballspieler
- 06. Februar: Katarina Tomašević, serbische Handballspielerin

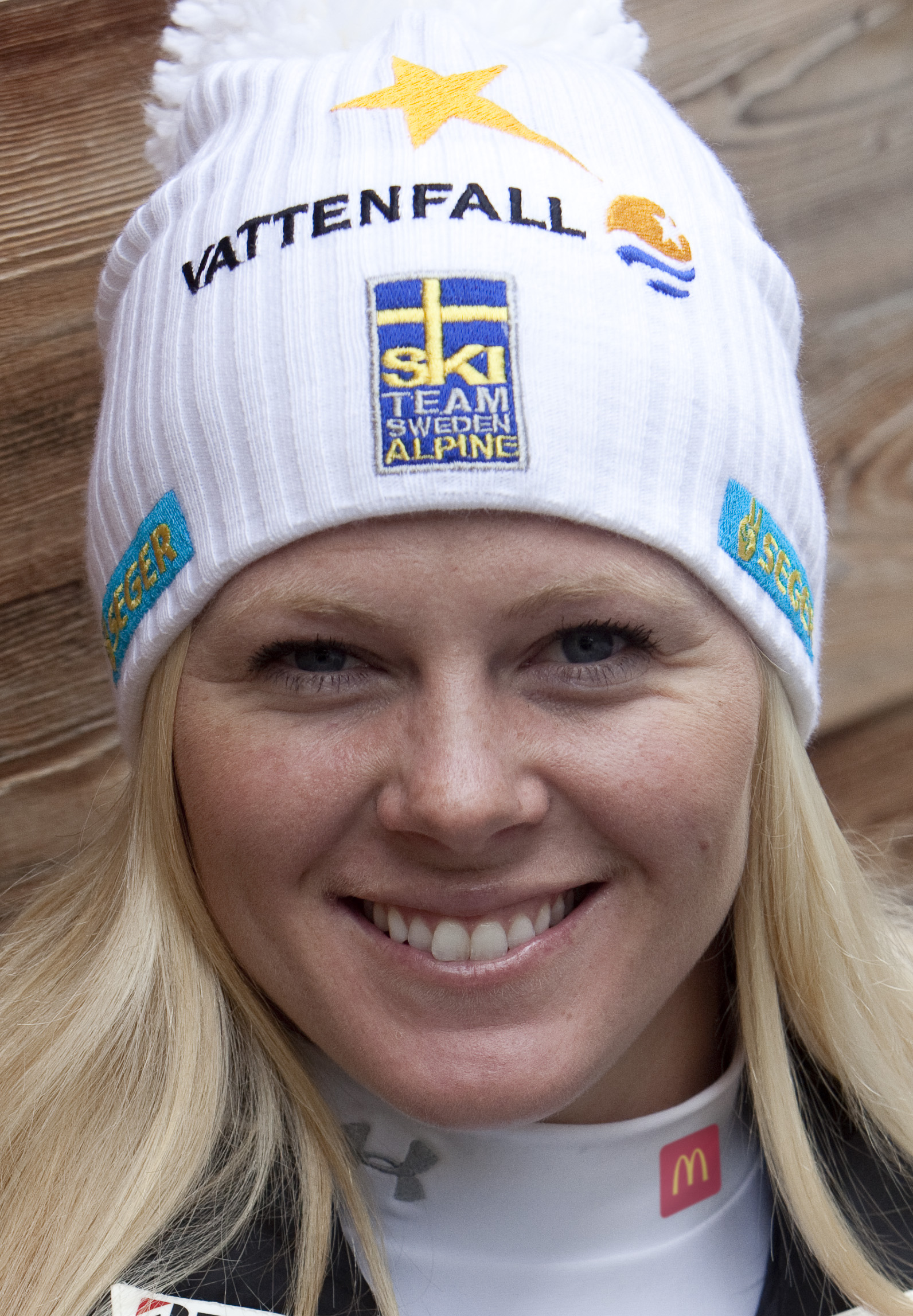
Jessica Lindell-Vikarby

- 07. Februar: Jessica Lindell-Vikarby, schwedische Skirennläuferin
- 07. Februar: Trey Hardee, US-amerikanischer Leichtathlet und Weltmeister
- 08. Februar: Shelley Thompson, deutsche Fußballspielerin
- 09. Februar: Maurice Ager, US-amerikanischer Basketballspieler
- 09. Februar: Drago Papa, kroatischer Fußballspieler
- 10. Februar: Marcelo Mattos, brasilianischer Fußballspieler
- 12. Februar: Arthur Gómez, gambischer Fußballspieler
- 12. Februar: Caterine Ibargüen, kolumbianische Leichtathletin
- 12. Februar: Davide Ricci Bitti, italienischer Radrennfahrer
- 16. Februar: Sofia Arvidsson, schwedische Tennisspielerin
- 16. Februar: Sokol Kacani, albanischer Fußballspieler
- 17. Februar: Álvaro Barba, spanischer Automobilrennfahrer
- 17. Februar: Ásgeir Örn Hallgrímsson, isländischer Handballspieler und -trainer
- 17. Februar: Juliane Gramenz, deutsche Volleyballspielerin
- 17. Februar: Stefan Jarosch, deutscher Fußballspieler
- 18. Februar: Carlos Kameni, französisch-kamerunischer Fußballspieler
- 18. Februar: Juan Carlos Menseguez, argentinischer Fußballspieler
- 20. Februar: Leonardo Tavares, portugiesischer Tennisspieler
- 21. Februar: David Odonkor, deutscher Fußballspieler
- 22. Februar: Najib Naderi, afghanischer Fußballspieler
- 22. Februar: Branislav Ivanović, serbischer Fußballspieler
- 23. Februar: Cédric Makiadi, kongolesisch-deutscher Fußballspieler
- 23. Februar: Robert Wick, deutscher Biathlet
- 23. Februar: Mamoutou Coulibaly, malischer Fußballspieler
- 24. Februar: Brian Dabul, argentinischer Tennisspieler
- 24. Februar: Grace Daniel, nigerianische Badmintonspielerin
- 25. Februar: Maria Antonelli, brasilianische Beachvolleyballspielerin
- 25. Februar: Steve Baumgärtel, deutscher Handballspieler
- 25. Februar: Xing Huina, chinesische Leichtathletin und Olympiasiegerin
- 25. Februar: Patrik Kvalvik, schwedischer Handballspieler
- 26. Februar: Alex De Angelis, san-marinesischer Motorradrennfahrer
- 26. Februar: Emmanuel Adebayor, togoischer Fußballspieler
- 27. Februar: Akseli Kokkonen, norwegischer (ehemaliger finnischer) Skispringer
- 28. Februar: Laura Asadauskaitė-Zadneprovskienė, litauische Pentathletin und Goldmedaillengewinnerin
- 28. Februar: René Boese, deutscher Handballspieler
- 28. Februar: Audräy Tuzolana, französischer Handballspieler
- 29. Februar: Jolanda Bombis-Robben, niederländische Handballspielerin
- 29. Februar: Cullen Jones, US-amerikanischer Freistilschwimmer
- 29. Februar: Anna Paulson, schwedische Fußballspielerin
- 29. Februar: Radik Schaparow, kasachischer Skispringer
- 29. Februar: Maike Weiss, deutsche Handballspielerin

### März

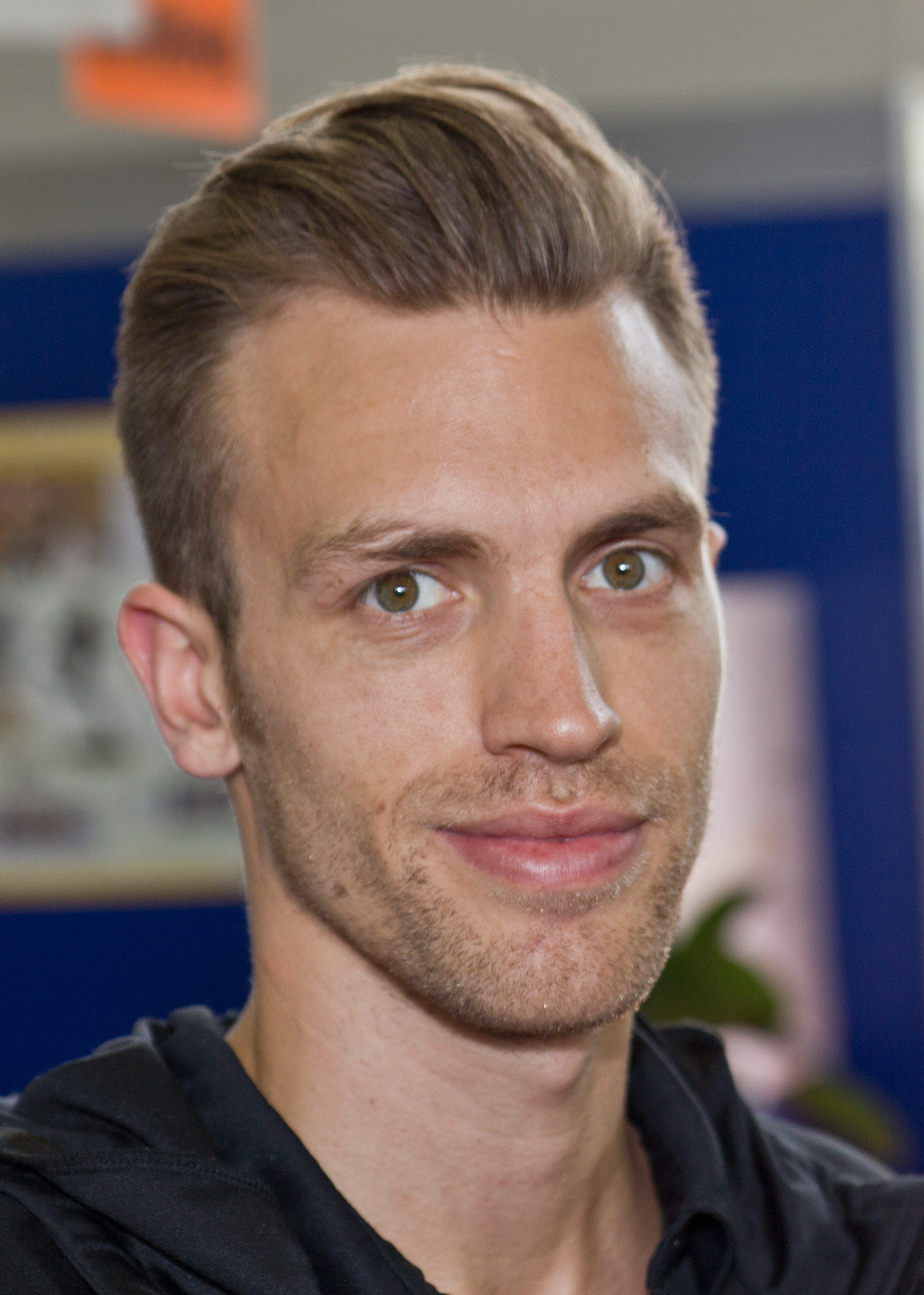
Marc Zwiebler

- 01. März: Sangsanoi Anon, thailändischer Fußballspieler
- 01. März: Patrick Helmes, deutscher Fußballspieler
- 02. März: Stefan Thurnbichler, österreichischer Skispringer
- 03. März: Javier Arizmendi, spanischer Fußballspieler
- 03. März: António Eduardo Pereira dos Santos, brasilianischer Fußballspieler
- 06. März: Anastassija Kolesnikowa, russische Turnerin
- 06. März: Daniël de Ridder, niederländischer Fußballspieler
- 07. März: Lei Sheng, chinesischer Florettfechter und Olympiasieger
- 07. März: Fabian Schulze, deutscher Stabhochspringer († 2024)
- 08. März: Oleksandr Matwijtschuk, ukrainischer Marathonläufer
- 09. März: Eduard Absalimow, russischer Boxer
- 09. März: Johan Andersson, schwedischer Eishockeyspieler
- 09. März: Artūrs Ansons, lettischer Radrennfahrer
- 09. März: Kamel Ghilas, algerischer Fußballspieler
- 09. März: Guillaume Gillet, belgischer Fußballspieler
- 09. März: Robert Kromm, deutscher Volleyballnationalspieler
- 11. März: Mandy Hering, deutsche Handballspielerin
- 11. März: Alexei Alexejewitsch Menschikow, russischer Eiskunstläufer
- 11. März: Ines Österle, deutsche Fußballspielerin
- 13. März: Pieter Custers, niederländischer Bogenschütze
- 13. März: Künter Rothberg, estnischer Judoka
- 13. März: Marc Zwiebler, deutscher Badmintonspieler
- 15. März: Yves Grafenhorst, deutscher Handballspieler
- 15. März: Medhi Lacen, algerischer Fußballspieler
- 16. März: Octavian Abrudan, rumänischer Fußballspieler
- 16. März: Beau Busch, australischer Fußballspieler
- 17. März: Damien Farrell, antiguanischer Fußballspieler
- 18. März: Katja Kramarczyk, deutsche Handballspielerin
- 18. März: Simone Padoin, italienischer Fußballspieler
- 19. März: Silulu A'etonu, amerikanisch-samoanische Judoka
- 19. März: Alexander Novakovic, deutscher Beachhandballtrainer
- 20. März: Irina Chasowa, russische Skilangläuferin
- 20. März: Christoph Jauernik, deutscher Handballspieler und -trainer
- 20. März: Fernando Torres, spanischer Fußballspieler
- 21. März: Marina Karpunina, russische Basketballspielerin
- 22. März: Christian Bösiger, Schweizer Badmintonspieler
- 22. März: Piotr Trochowski, deutscher Fußballspieler
- 23. März: Lisa Wirén, schwedische Handballspielerin
- 24. März: Chris Bosh, US-amerikanischer Basketballspieler
- 24. März: Kim-Roar Hansen, norwegischer Skispringer
- 24. März: Ivan Kružliak, slowakischer Fußballschiedsrichter
- 25. März: Álvaro Alonso, uruguayischer Fußballspieler
- 25. März: Yacine Hima, französisch-algerischer Fußballspieler
- 25. März: Constantin Lupulescu, rumänischer Schachspieler
- 26. März: Graeme Holmes, schottischer Fußballspieler
- 26. März: Felix Neureuther, deutscher Skirennläufer
- 26. März: Marco Stier, deutscher Fußballspieler
- 26. März: Rinat Tarzumanov, usbekischer Leichtathlet
- 27. März: Brett Holman, australischer Fußballspieler
- 28. März: Mensur Mujdža, kroatisch-bosnisch-herzegowinischer Fußballspieler
- 28. März: Christopher Samba, kongolesisch-französischer Fußballspieler
- 29. März: Nate Adams, US-amerikanischer Motocrossfahrer
- 29. März: Tschawdar Jankow, bulgarischer Fußballspieler
- 29. März: Walerija Sorokina, russische Badmintonspielerin
- 30. März: Marcos Sebastián Aguirre, argentinischer Fußballspieler
- 30. März: Mario Ančić, kroatischer Tennisspieler
- 30. März: Benjamin Baltes, deutscher Fußballspieler
- 30. März: Victor Emilio Ramírez, argentinischer Boxer
- 31. März: Haidar Al-Shaïbani, kanadischer Fußballspieler

### April
- 01. April: Jure Dobelšek, slowenischer Handballspieler
- 03. April: Maxi López, argentinischer Fußballspieler
- 04. April: John Bowler, US-amerikanischer Basketballspieler
- 04. April: Ryan Dingle, US-amerikanischer Eishockeyspieler
- 04. April: Thomas Lövkvist, schwedischer Radrennfahrer
- 04. April: Mathieu Tschantré, Schweizer Eishockeyspieler
- 04. April: Arkadi Wjattschanin, russischer Rückenschwimmer
- 05. April: Marany Meyer, neuseeländisch-südafrikanische Schachspielerin
- 05. April: Samuele Preisig, Schweizer Fußballspieler
- 06. April: Takahiro Aō, japanischer Boxer
- 08. April: Mikel Aguirrezabalaga, spanischer Handballspieler
- 08. April: Claudia Wieland, deutsche Kunstradfahrerin
- 09. April: Andreas Schopf, österreichischer Naturbahnrodler
- 10. April: Sibylle Klemm, deutsche Säbelfechterin
- 10. April: Rui Machado, portugiesischer Tennisspieler
- 10. April: Gonzalo Rodríguez, argentinischer Fußballspieler
- 11. April: Hernán Barcos, argentinischer Fußballspieler

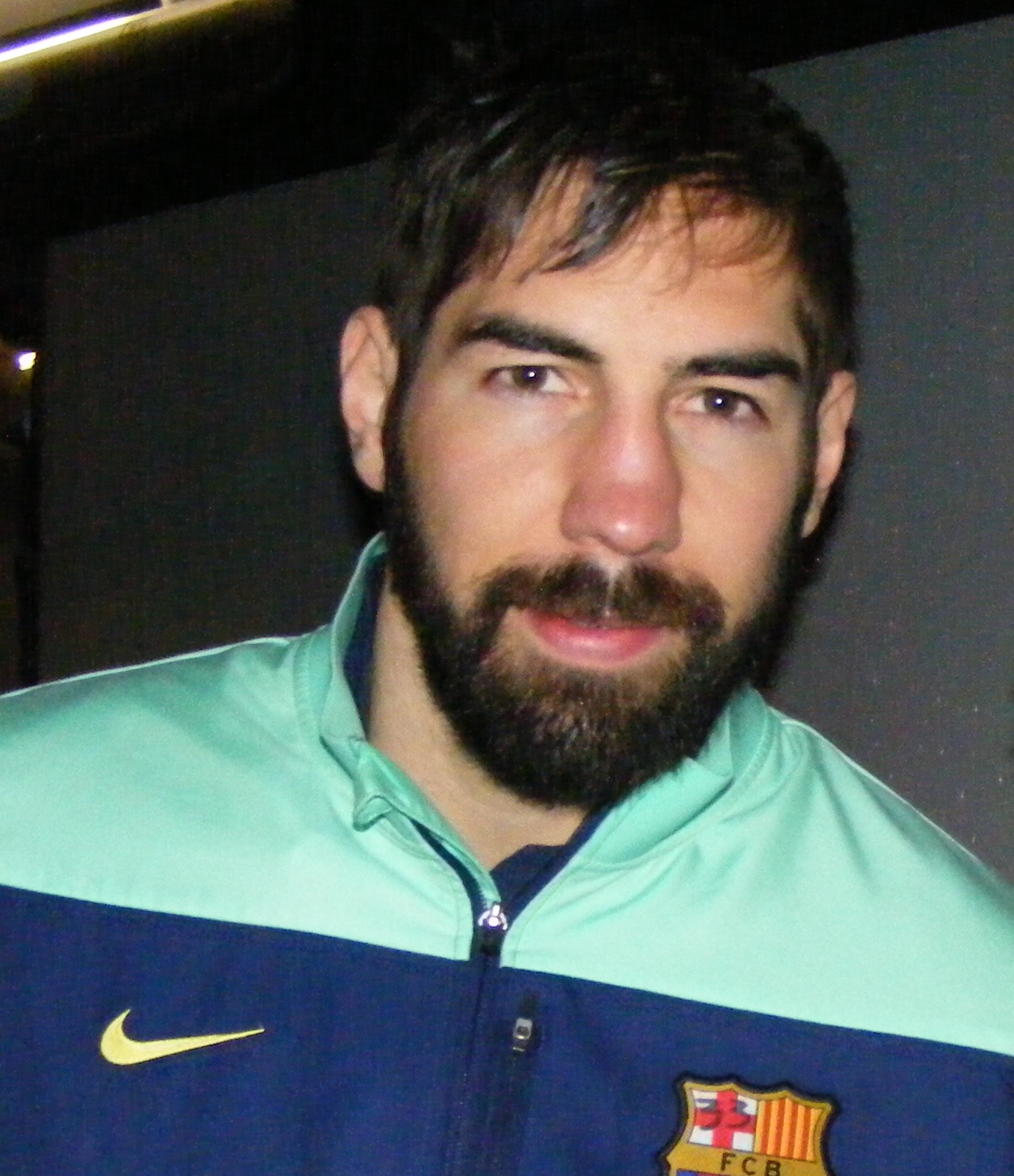
Nikola Karabatić

- 11. April: Nikola Karabatić, französischer Handballspieler
- 13. April: Jarmo Ahjupera, estnischer Fußballspieler
- 14. April: Sjoerd Adrianus Theodorus Ars, niederländischer Fußballspieler
- 14. April: Charles Hamelin, kanadischer Shorttracker
- 14. April: Fredrik Larsson, schwedischer Handballspieler († 2020)
- 14. April: Pearl van der Wissel, niederländische Handballspielerin
- 15. April: Daniel Paille, kanadischer Eishockeyspieler
- 15. April: Chen Qi, chinesischer Tischtennisspieler
- 16. April: Héctor Fabian Aguilar Figueiras, uruguayischer Radrennfahrer
- 17. April: Raffaele Palladino, italienischer Fußballspieler
- 18. April: Franklin April, namibischer Fußballspieler († 2015)
- 20. April: Nelson Évora, portugiesischer Dreispringer und Olympiasieger
- 20. April: Jamie Hunt, kanadischer Eishockeyspieler
- 21. April: Dominik Jackson, britischer Automobilrennfahrer
- 21. April: Josip Valčić, kroatischer Handballspieler
- 23. April: Alexandra Kostenjuk, russische Schachspielerin
- 23. April: Ross Ford, schottischer Rugbyspieler
- 23. April: Fumihisa Yumoto, japanischer Skispringer
- 24. April: Vendula Adlerová, tschechische Volleyballspielerin
- 25. April: Kalle Keituri, finnischer Skispringer
- 25. April: Ulrike Mertesacker, deutsche Handballspielerin
- 25. April: Katerina Rohonyan, ukrainisch-US-amerikanische Schachspielerin
- 26. April: Bastian Riedel, deutscher Handballspieler
- 29. April: Carlos García Badías, spanischer Fußballspieler
- 29. April: Vasilios Xanthopoulos, griechischer Basketballspieler
- 30. April: Karin Weigelt, Schweizer Handballspielerin
- 30. April: Seimone Augustus, US-amerikanische Basketballspielerin

### Mai

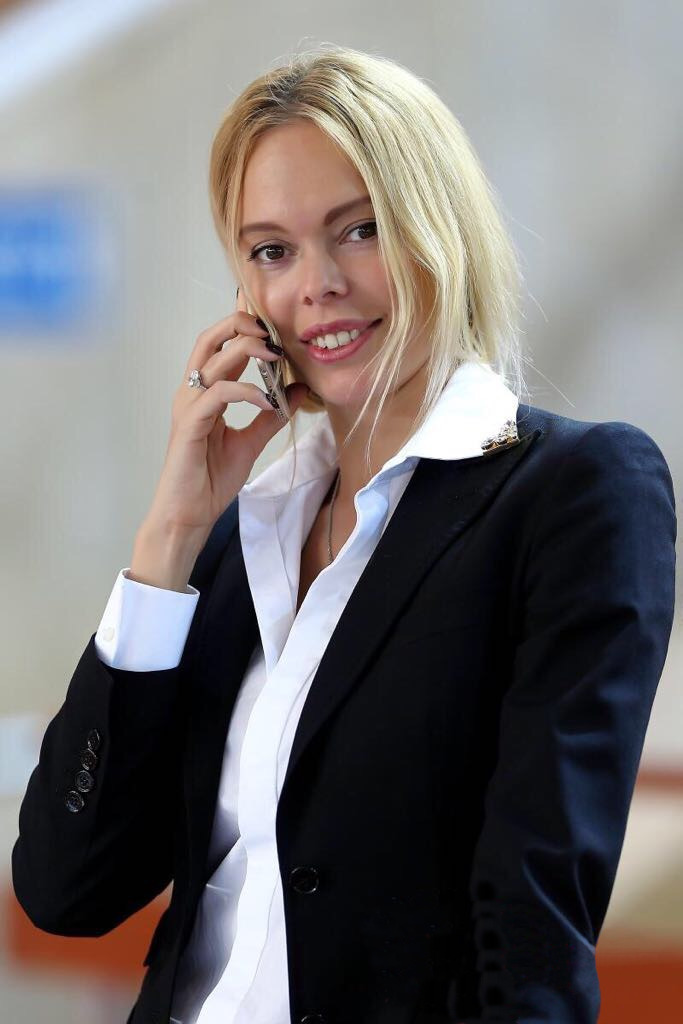
Maria Stolbowa

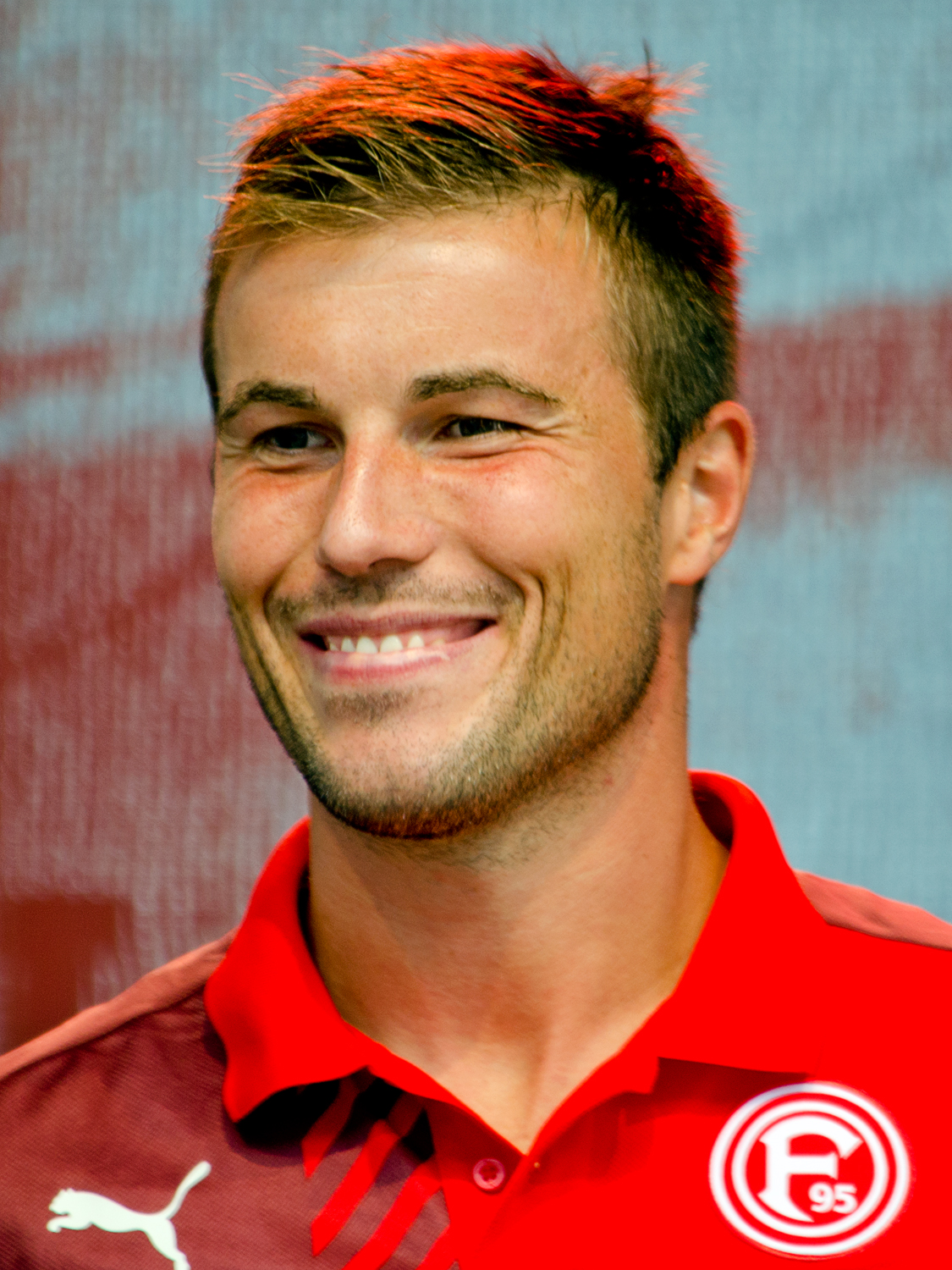
Michael Rensing

- 01. Mai: Mišo Brečko, slowenischer Fußballspieler
- 01. Mai: Juan Cáceres, uruguayischer Automobilrennfahrer
- 01. Mai: Filip Drzewiecki, polnischer Eishockeyspieler
- 01. Mai: Alexander Farnerud, schwedischer Fußballspieler
- 02. Mai: Fabian Barbiero, australischer Fußballspieler
- 02. Mai: Katrin Engel, österreichische Handballspielerin
- 02. Mai: Kevin Hamilton, US-amerikanischer Basketballspieler
- 02. Mai: Pierre Piskor, französischer Fußballspieler
- 03. Mai: Rahman Ali Nazari, afghanischer Fußballnationalspieler
- 03. Mai: Maria Stolbowa, russische Turnerin und Model
- 04. Mai: Dimitri Peters, deutscher Judoka
- 04. Mai: Olumuyiwa Aganun, nigerianischer Fußballspieler
- 05. Mai: Bernd Hirschbichler, österreichischer Fußballschiedsrichter
- 05. Mai: Alexander Laas, deutscher Fußballspieler
- 07. Mai: Alex Smith, US-amerikanischer American-Football-Spieler
- 08. Mai: Mirko Nikolič-Kajič, slowenischer Handballspieler
- 09. Mai: Zach Railey, US-amerikanischer Segler
- 11. Mai: Andrés Iniesta, spanischer Fußballspieler
- 11. Mai: Arttu Lappi, finnischer Skispringer
- 12. Mai: Sajjad Anoushiravani, iranischer Gewichtheber
- 12. Mai: Loredana Boboc, rumänische Kunstturnerin
- 13. Mai: Dawn Harper-Nelson, US-amerikanische Leichtathletin
- 14. Mai: Patrick Ochs, deutscher Fußballspieler
- 14. Mai: Michael Rensing, deutscher Fußballspieler
- 14. Mai: Ryōsuke Takayasu, japanischer Fußballspieler
- 14. Mai: Hassan Yebda, französisch-algerischer Fußballspieler
- 16. Mai: Julien Antomarchi, französischer Radrennfahrer
- 16. Mai: Rick Rypien, kanadischer Eishockeyspieler († 2011)
- 17. Mai: Igor Denissow, russischer Fußballspieler
- 17. Mai: Andreas Kofler, österreichischer Skispringer
- 17. Mai: Daniel Pyka, deutscher Eishockeyspieler
- 18. Mai: Johan Andersson, schwedischer Eishockeyspieler
- 18. Mai: Simon Pagenaud, französischer Automobilrennfahrer
- 19. Mai: Jesús Dátolo, argentinischer Fußballspieler
- 21. Mai: Ivo Minář, tschechischer Tennisspieler
- 24. Mai: Tom Aggar, britischer Ruderer
- 24. Mai: Matteo Anania, italienischer Fußballspieler
- 24. Mai: Vid Kavtičnik, slowenischer Handballspieler
- 25. Mai: Mikkeline Kierkgaard, Eiskunstläuferin
- 26. Mai: Jamie Lynn Gray, US-amerikanische Sportschützin und Olympiasiegerin
- 26. Mai: Patrick Milchraum, deutscher Fußballspieler
- 26. Mai: Morten Slundt, dänischer Handballspieler
- 26. Mai: Łukasz Szukała, deutsch-polnischer Fußballspieler
- 27. Mai: Karsten Fischer, deutscher Fußballspieler
- 27. Mai: Filipe Oliveira, portugiesischer Fußballspieler
- 29. Mai: Carmelo Anthony, US-amerikanischer Basketballspieler
- 29. Mai: Alexei Tischtschenko, russischer Amateurboxer und Olympiasieger
- 000Mai: Serdal Çelebi, deutsch-türkischer Blindenfußballspieler

### Juni
- 01. Juni: Nathan Coe, australischer Fußballspieler
- 01. Juni: Takuya Izawa, japanischer Automobilrennfahrer
- 03. Juni: Faneva Andriatsima, madagassischer Fußballspieler
- 03. Juni: Andrew Michael Smith, englischer Badmintonspieler
- 04. Juni: Marvin Nartey, deutscher Handballspieler
- 05. Juni: Sergei Agejew, russischer Eishockeytorwart
- 05. Juni: Bart Aernouts, belgischer Duathlet und Triathlet
- 05. Juni: Aferdita Kameraj, deutsche Fußballspielerin
- 06. Juni: Glenda Adami, italienische Grasskiläuferin
- 06. Juni: Juan Alberto Andreu, spanischer Fußballspieler
- 07. Juni: Adnan Ahmed, englisch-pakistanischer Fußballspieler
- 07. Juni: Marcel Schäfer, deutscher Fußballspieler
- 08. Juni: Javier Mascherano, argentinischer Fußballspieler
- 09. Juni: Wiktorija Afanassjewa, kasachische Biathletin
- 09. Juni: Christina Beier, deutsche Eiskunstläuferin
- 09. Juni: Roland Mayr, deutscher Eishockeyspieler
- 09. Juni: Wesley Sneijder, niederländischer Fußballspieler
- 10. Juni: Amir Amini, iranischer Basketballspieler
- 11. Juni: Vágner Love, brasilianischer Fußballspieler
- 14. Juni: Juri Prilukow, russischer Freistilschwimmer
- 16. Juni: Rick Nash, kanadischer Eishockeyspieler
- 16. Juni: Jelena Saweljewa, russische Boxerin
- 16. Juni: Steven Whittaker, schottischer Fußballspieler
- 17. Juni: Waldison Rodrigues de Souza, brasilianischer Fußballspieler
- 18. Juni: Janne Happonen, finnischer Skispringer
- 19. Juni: Mateus Galiano da Costa, angolanischer Fußballspieler
- 20. Juni: Jorge Ortiz, argentinischer Fußballspieler
- 21. Juni: Joel El-Qalqili, deutscher Ruderer
- 22. Juni: Guo Wenjun, chinesische Sportschützin und Olympiasiegerin
- 23. Juni: Akgul Amanmuradova, usbekische Tennisspielerin
- 23. Juni: Julien Humbert, französischer Fußballspieler
- 24. Juni: Salvatore Amirante, italienischer Fußballspieler
- 24. Juni: Christian Nagiller, österreichischer Skispringer
- 26. Juni: Luis Hernández, venezolanischer Baseballspieler
- 26. Juni: Priscah Jeptoo, kenianische Langstreckenläuferin
- 26. Juni: Aljoscha Schmidt, deutscher Handballspieler
- 26. Juni: Duncan Tappy, britischer Automobilrennfahrer
- 26. Juni: Anna Tschepelewa, russische Kunstturnerin
- 26. Juni: Deron Williams, US-amerikanischer Basketballspieler
- 27. Juni: José Holebas, deutscher Fußballspieler
- 27. Juni: Gökhan Inler, Schweizer Fußballspieler

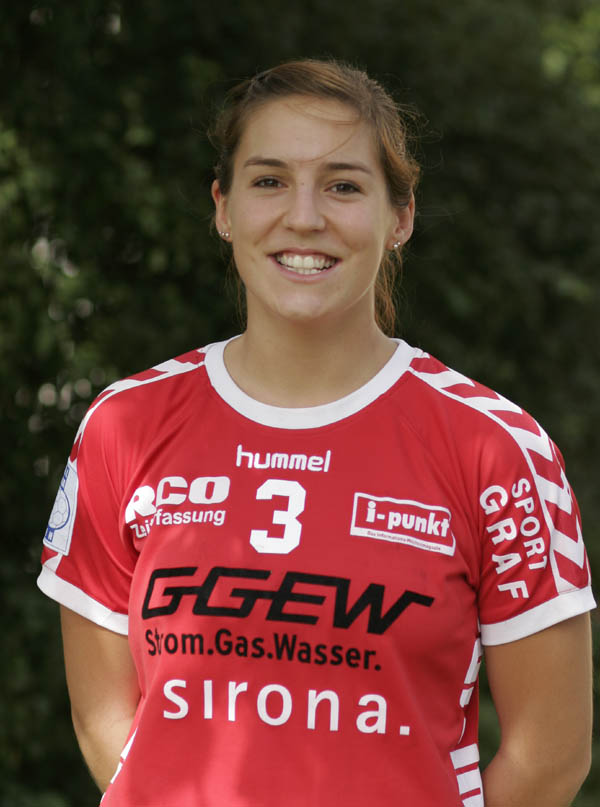
Isabell Klein

- 28. Juni: Isabell Klein, deutsche Handballspielerin
- 28. Juni: Andrij Pjatow, ukrainischer Fußballtorhüter
- 29. Juni: Satrio Hermanto, indonesischer Automobilrennfahrer
- 30. Juni: Miles Austin, US-amerikanischer American-Football-Spieler
- 30. Juni: Dmitri Ipatow, russischer Skispringer
- 30. Juni: Đorđe Ivelja, serbischer Fußballspieler
- 30. Juni: Sebastian Munzert, deutscher Handballspieler
- 30. Juni: David Ulm, französischer Fußballspieler

### Juli
- 01. Juli: Jaysuma Saidy Ndure, gambischer Leichtathlet
- 02. Juli: Maarten Martens, belgischer Fußballspieler
- 03. Juli: Michael Agazzi, italienischer Fußballtorwart
- 03. Juli: Anthony Deane, australischer Handballspieler und Skeletonpilot
- 03. Juli: Isatou Nyang, gambische Leichtathletin
- 07. Juli: Alberto Aquilani, italienischer Fußballspieler
- 08. Juli: Juan Sebastián Arango, kolumbianischer Radrennfahrer
- 08. Juli: John Martin, australischer Automobilrennfahrer
- 09. Juli: Chris Campoli, kanadischer Eishockeyspieler

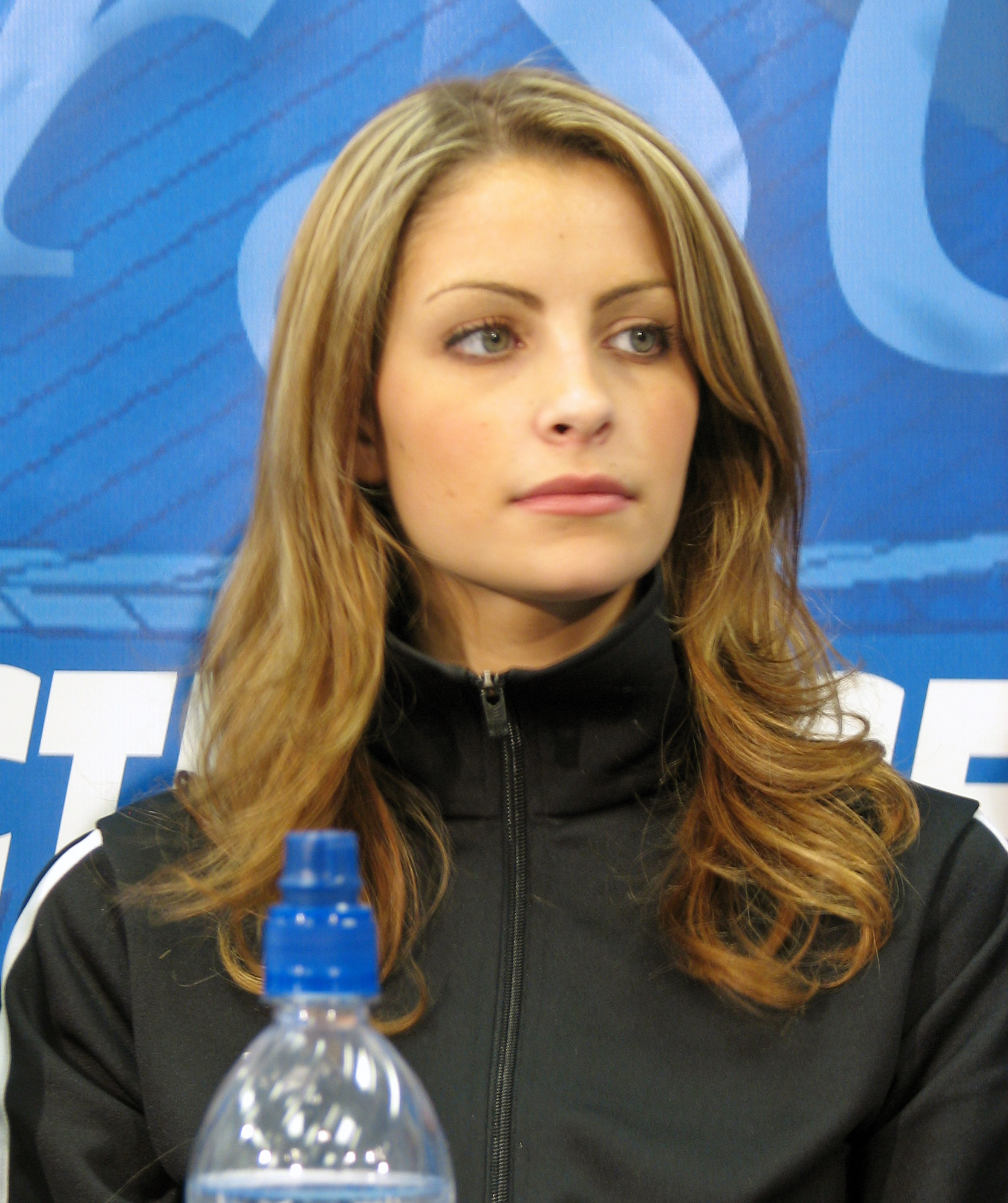
Tanith Belbin

- 11. Juli: Tanith Belbin, kanadisch-US-amerikanische Eiskunstläuferin
- 11. Juli: Jacob Micflikier, kanadischer Eishockeyspieler
- 11. Juli: Ben Spies, US-amerikanischer Motorradrennfahrer
- 11. Juli: Morné Steyn, südafrikanischer Rugbyspieler
- 12. Juli: Yūki Takahashi, japanischer Motorradrennfahrer
- 13. Juli: Sven Schaffrath, deutscher Fußballspieler
- 14. Juli: Renaldo Balkman, puerto-ricanisch-US-amerikanischer Basketballspieler
- 15. Juli: Linn Jørum Sulland, norwegische Handballspielerin
- 15. Juli: Rustam Totrow, russischer Ringer
- 16. Juli: Alessandro Bazzana, italienischer Radrennfahrer
- 16. Juli: Hayanari Shimoda, japanischer Automobilrennfahrer
- 16. Juli: Franco Cángele, argentinischer Fußballspieler
- 17. Juli: Samyr Lainé, haitianischer Leichtathlet
- 17. Juli: Dominick Muermans, niederländischer Automobilrennfahrer

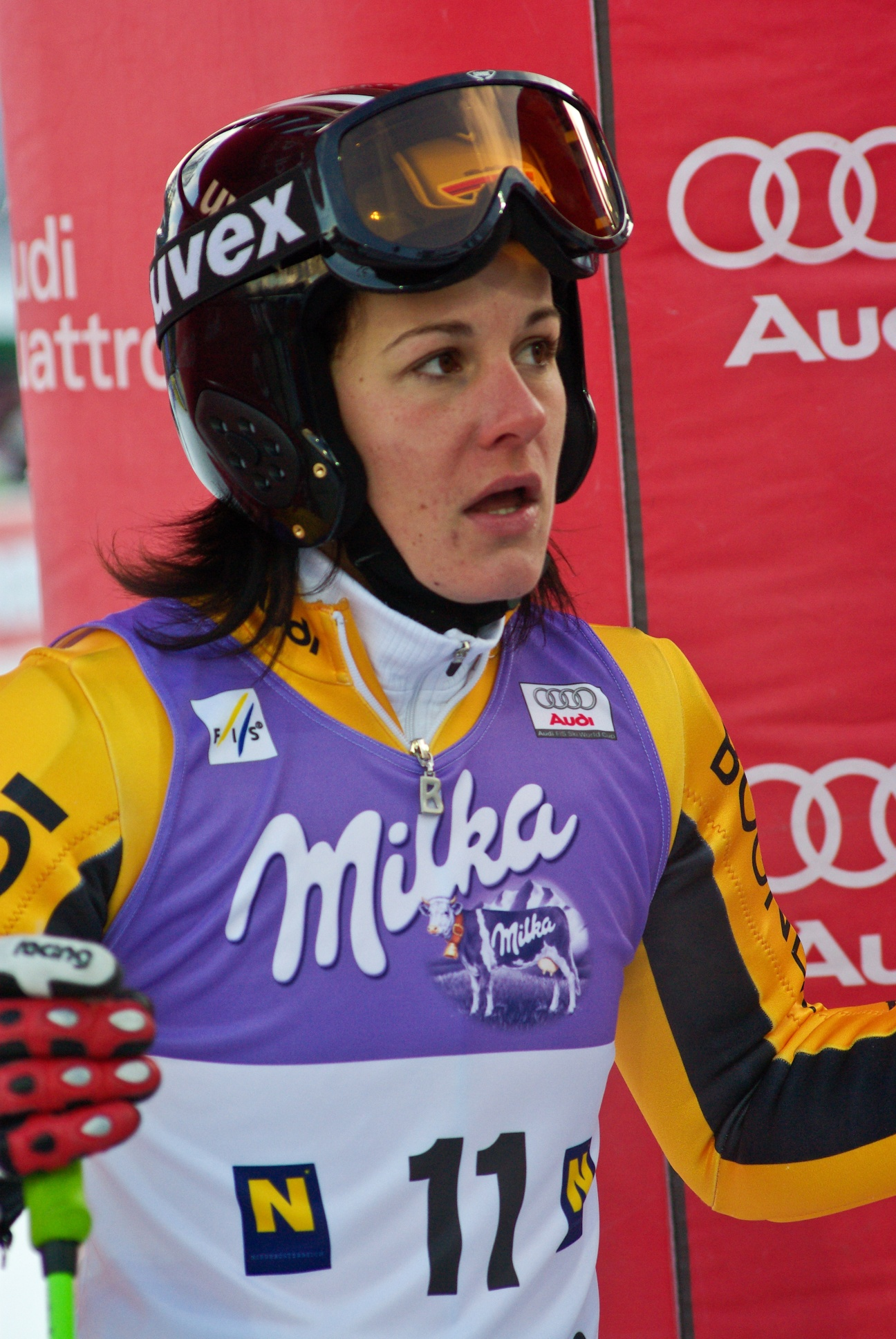
Kathrin Hölzl

- 18. Juli: Kathrin Hölzl, deutsche Skirennläuferin
- 18. Juli: Ayumi Watase, japanische Skispringerin
- 19. Juli: Laurent Didier, luxemburgischer Radrennfahrer
- 19. Juli: Diana Mocanu, rumänische Schwimmerin
- 20. Juli: Marija Gromowa, russische Synchronschwimmerin und Olympiasiegerin
- 20. Juli: Shūsaku Hosoyama, japanischer Skispringer
- 21. Juli: Ralf Böhringer, deutscher Ringer
- 21. Juli: Kei Omoto, japanischer Fußballspieler
- 22. Juli: Ksenia Roos, russische Schachspielerin
- 23. Juli: Arnór Atlason, isländischer Handballspieler
- 23. Juli: Brandon Roy, US-amerikanischer Basketballspieler
- 24. Juli: Juha-Matti Ruuskanen, finnischer Skispringer
- 24. Juli: René Selke, deutscher Handballspieler
- 25. Juli: Jean-Eudes Demaret, französischer Radrennfahrer, Du- und Triathlet
- 27. Juli: Mariano Barbosa, argentinischer Fußballspieler
- 28. Juli: Angelo Hauk, deutscher Fußballspieler
- 28. Juli: Zach Parise, US-amerikanischer Eishockeyspieler
- 29. Juli: Stephanie Ullrich, deutsche Fußballspielerin
- 30. Juli: Robin van Aggele, niederländischer Schwimmer
- 30. Juli: Marko Asmer, estnischer Automobilrennfahrer
- 30. Juli: Antoine Guignard, Schweizer Skispringer
- 31. Juli: Paul Ambrose, australischer Triathlet

### August
- 01. August: Jesús Méndez, argentinischer Fußballspieler
- 01. August: Charles Ng, hongkong-chinesischer Automobilrennfahrer
- 01. August: Linn-Kristin Riegelhuth Koren, norwegische Handballspielerin

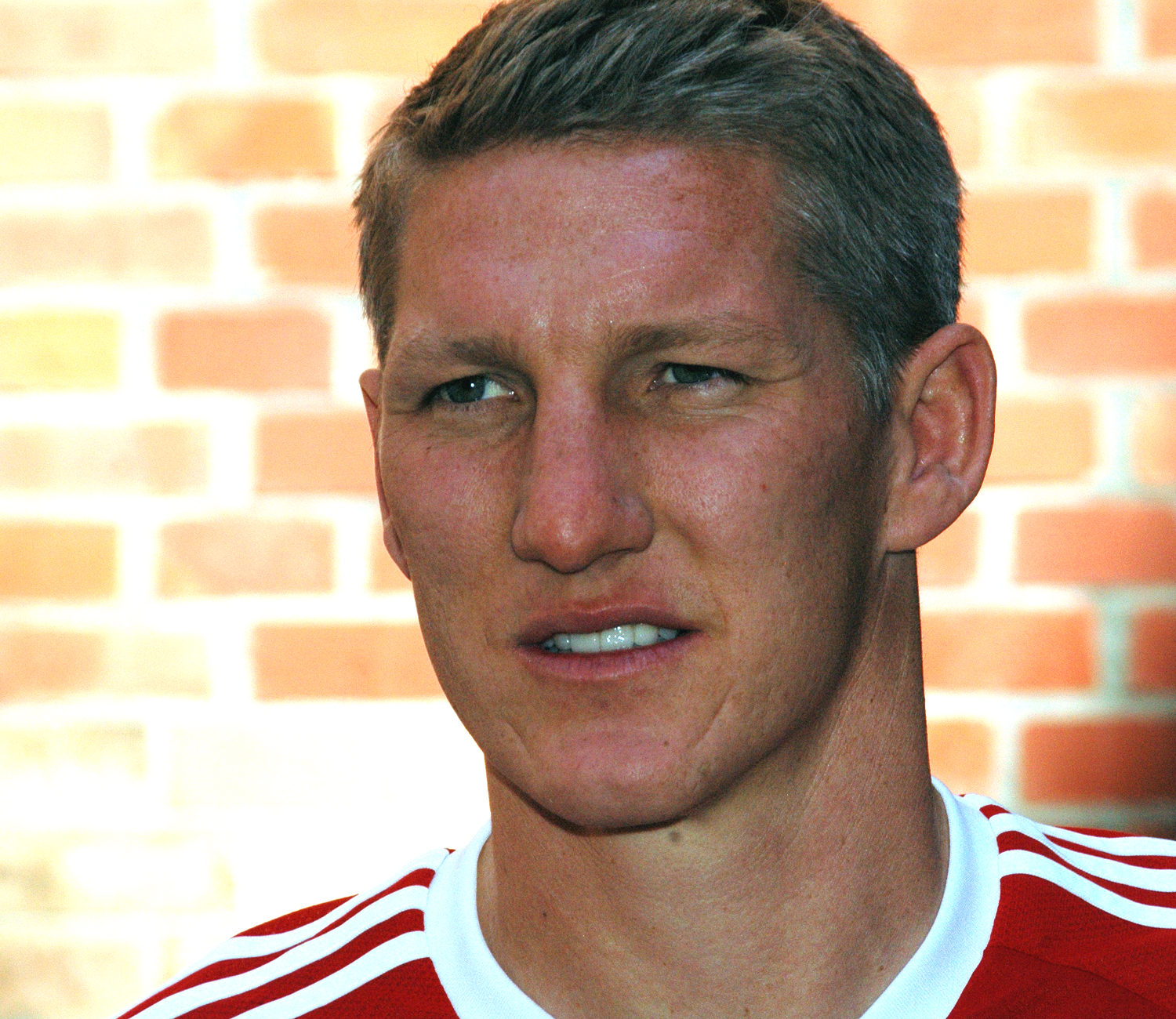
Bastian Schweinsteiger

- 01. August: Bastian Schweinsteiger, deutscher Fußballspieler
- 01. August: Anna Sedoikina, russische Handballspielerin und Olympiasiegerin 2016
- 02. August: Giampaolo Pazzini, italienischer Fußballspieler
- 03. August: Kasper Mengers Andersen, dänischer Automobilrennfahrer
- 03. August: Mile Jedinak, australischer Fußballspieler
- 03. August: Nina Wengert, deutsche Ruderin
- 04. August: Natalja Lawrowa, russische Rhythmische Sportgymnastin und zweifache Olympiasiegerin († 2010)
- 06. August: Marco Airosa, angolanischer Fußballspieler
- 06. August: Selim Akbulut, türkischer Fußballspieler
- 06. August: Vedad Ibišević, bosnisch-herzegowinischer Fußballspieler
- 08. August: Kirk Broadfoot, schottischer Fußballspieler
- 08. August: Kang Chil-gu, südkoreanischer Skispringer
- 08. August: Norbert Michelisz, ungarischer Automobilrennfahrer
- 10. August: Serhat Akyüz, türkischer Fußballspieler
- 11. August: Lucas di Grassi, brasilianischer Automobilrennfahrer
- 11. August: Ljudmila Postnowa, russische Handballspielerin
- 11. August: Carina Schlangen, deutsche Fußballspielerin
- 12. August: Felix Lobedank, deutscher Handballspieler
- 12. August: Sherone Simpson, jamaikanische Leichtathletin und Olympiasiegerin
- 13. August: Niko Kranjčar, kroatischer Fußballspieler
- 14. August: Eva Birnerová, tschechische Tennisspielerin
- 14. August: Giorgio Chiellini, italienischer Fußballspieler
- 14. August: Josh Gorges, kanadischer Eishockeyspieler
- 14. August: Joan Toscano, andorranischer Fußballspieler
- 14. August: Carl Valeri, australischer Fußballspieler
- 15. August: Enea Jorgji, albanischer Fußballschiedsrichter
- 16. August: Matteo Anesi, italienischer Eisschnellläufer
- 17. August: Oxana Domnina, russische Eiskunstläuferin
- 17. August: Anthony Janiec, französischer Automobil- und Truckrennfahrer († 2022)
- 18. August: Robert Huth, deutscher Fußballspieler
- 19. August: Wade Cunningham, neuseeländischer Automobilrennfahrer
- 19. August: Alessandro Matri, italienischer Fußballspieler
- 19. August: Christian Ulmer, deutscher Skispringer
- 20. August: Michael Apelgren, schwedischer Handballspieler und -trainer
- 21. August: Jusuf Dajić, bosnischer Fußballspieler
- 23. August: Glen Johnson, englischer Fußballspieler
- 24. August: Marcel Landers, deutscher Fußballspieler
- 25. August: Kenan Sofuoğlu, türkischer Motorradrennfahrer
- 27. August: Torben Ehlers, deutscher Handballspieler
- 27. August: Johannes Schöttler, deutscher Badmintonspieler
- 28. August: Alexander Adrian, deutscher Fußballspieler
- 28. August: Anastasiya Kuzmina, slowakische Biathletin und Olympiasiegerin
- 29. August: Jim Ashilevi, estnischer Schriftsteller und Dramatiker
- 29. August: Christian Lell, deutscher Fußballspieler
- 30. August: Felix Köhler, deutscher Duathlet
- 30. August: Oleksandr Lasarowytsch, ukrainischer Skispringer
- 30. August: Mario Rizotto, uruguayischer Fußballspieler
- 31. August: Ryan Kesler, US-amerikanischer Eishockeyspieler
- 31. August: Ted Ligety, US-amerikanischer Skirennläufer

### September
- 01. September: Bernadette Bail, deutsche Fußballspielerin
- 01. September: Rod Pelley, kanadischer Eishockeyspieler
- 04. September: Bine Zupan, slowenischer Skispringer
- 05. September: Wilson Obungu, kenianischer Fußballtorhüter
- 06. September: Luc Abalo, französischer Handballspieler
- 06. September: Patrick Ashton, deutscher Eishockeytorwart
- 06. September: Çamsulvara Çamsulvarayev, russisch-aserbaidschanischer Ringer († 2016)
- 06. September: Pernille Holst Holmsgaard, dänische Handballspielerin
- 07. September: Tatjana Jerochina, russische Handballspielerin und Olympiasiegerin 2016
- 07. September: Wera Swonarjowa, russische Tennisspielerin
- 08. September: Marco Hauk, deutscher Handballspieler
- 08. September: André Kropp, deutscher Handballspieler
- 08. September: Witali Petrow, russischer Automobilrennfahrer
- 08. September: Jürgen Säumel, österreichischer Fußballspieler
- 08. September: Peter Whittingham, englischer Fußballspieler († 2020)
- 09. September: Wiktorija Nikischina, russische Florettfechterin und Olympiasiegerin
- 09. September: Andrei Silnow, russischer Hochspringer und Olympiasieger
- 10. September: Lukáš Hlava, tschechischer Skispringer
- 11. September: Mayssa Pessoa, brasilianische Handballspielerin
- 12. September: Nasch'at Akram, irakischer Fußballspieler
- 12. September: Issam Aledrissi, libanesischer Fußballspieler
- 12. September: Martin Anthamatten, schweizerischer Skibergsteiger
- 12. September: Petr Mikolanda, tschechischer Fußballspieler und -trainer
- 12. September: Adam Sharpe, britischer Automobilrennfahrer
- 13. September: Sabrina Neuendorf, deutsche Handballspielerin
- 14. September: Maria Areosa, portugiesische Triathletin
- 14. September: Jonathan Bottinelli, argentinischer Fußballspieler
- 17. September: Michel Fabrizio, italienischer Motorradrennfahrer
- 18. September: Davor Landeka, bosnisch-herzegowinisch-kroatischer Fußballspieler
- 19. September: Michael Müller, deutscher Handballspieler
- 19. September: Philipp Müller, deutscher Handballspieler
- 20. September: Brian Joubert, französischer Eiskunstläufer
- 20. September: Alexandros Margaritis, griechisch-deutscher Automobilrennfahrer
- 22. September: Yukiya Arashiro, japanischer Radrennfahrer
- 22. September: Nazif Hajdarović, bosnischer Fußballspieler
- 22. September: Marija Walerjewna Kossinowa, russische Biathletin
- 23. September: Jan-Ingwer Callsen-Bracker, deutscher Fußballspieler
- 24. September: Andreas Aigner, österreichischer Rallyefahrer

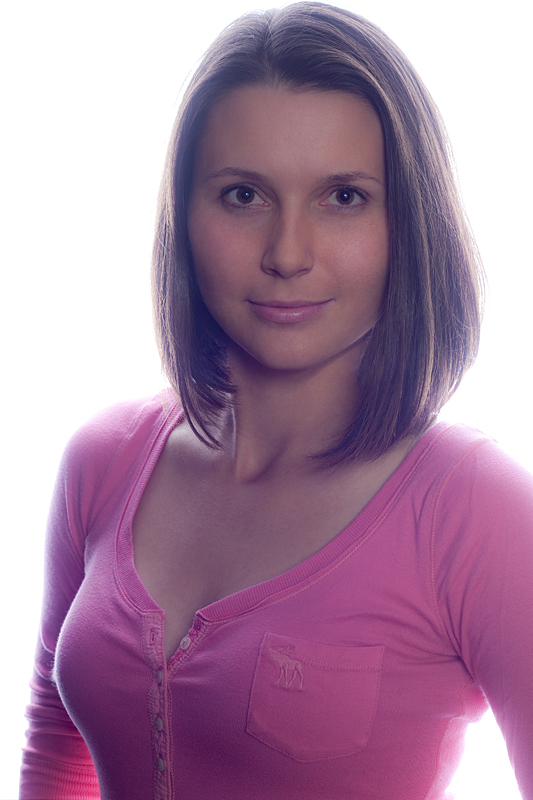
Klaudia Jans-Ignacik

- 24. September: Klaudia Jans-Ignacik, polnische Tennisspielerin
- 24. September: Michaela Neuling, deutsche Speedskaterin
- 25. September: Moritz Schäpsmeier, deutscher Handballspieler
- 25. September: Matías Silvestre, argentinischer Fußballspieler
- 25. September: Hannes Volk, deutscher Handballspieler
- 28. September: Birgit Michels, deutsche Badmintonspielerin
- 29. September: Júlia Bezsenyi, ungarische Fußballspielerin
- 29. September: Irina Wladimirowna Maratschowa, russische Leichtathletin
- 29. September: Walentina Meredowa, turkmenische Leichtathletin
- 29. September: Per Mertesacker, deutscher Fußballspieler
- 30. September: Juan Pablo Caffa, argentinischer Fußballspieler

### Oktober
- 01. Oktober: Gedeón Guardiola, spanischer Handballspieler
- 01. Oktober: Isaías Guardiola, spanischer Handballspieler
- 02. Oktober: Eldin Jakupović, schweizerisch-bosnischer Fußballspieler
- 03. Oktober: Anthony Le Tallec, französischer Fußballspieler
- 04. Oktober: Álvaro Parente, portugiesischer Automobilrennfahrer
- 04. Oktober: Karolina Tymińska, polnische Siebenkämpferin
- 05. Oktober: Clint Jones, US-amerikanischer Skispringer
- 06. Oktober: Valerie Adams, neuseeländische Leichtathletin und Olympiasiegerin im Kugelstoßen
- 07. Oktober: Tobias Artmeier, deutscher Eishockeyspieler
- 08. Oktober: Arnold Gjergjaj, Schweizer Boxer
- 08. Oktober: Sejad Salihović, bosnisch-herzegowinischer Fußballspieler
- 09. Oktober: Djamel Mesbah, französisch-algerischer Fußballspieler
- 10. Oktober: Babatunde Luqmon Adekunle, nigerianischer Fußballspieler
- 10. Oktober: Damien Ambrosetti, französischer Skilangläufer
- 10. Oktober: Huỳnh Quang Thanh, vietnamesischer Fußballspieler
- 10. Oktober: Marcio Vieira, andorranischer Fußballspieler
- 11. Oktober: Oliver Tesch, deutscher Handballspieler
- 13. Oktober: Christoph Theuerkauf, deutscher Handballspieler und -trainer
- 13. Oktober: Aílton do Nascimento Correia, brasilianischer Fußballspieler
- 14. Oktober: Claudia Rauschenbach, deutsche Eiskunstläuferin
- 14. Oktober: Kevin Thomson, schottischer Fußballspieler
- 15. Oktober: Iwo Angelow, bulgarischer Ringer
- 15. Oktober: Akua Anokyewaa, ghanaische Fußballspielerin
- 16. Oktober: Armend Dallku, albanischer Fußballspieler
- 17. Oktober: Giovanni Marchese, italienischer Fußballspieler
- 18. Oktober: Stuart Hall, britischer Automobilrennfahrer

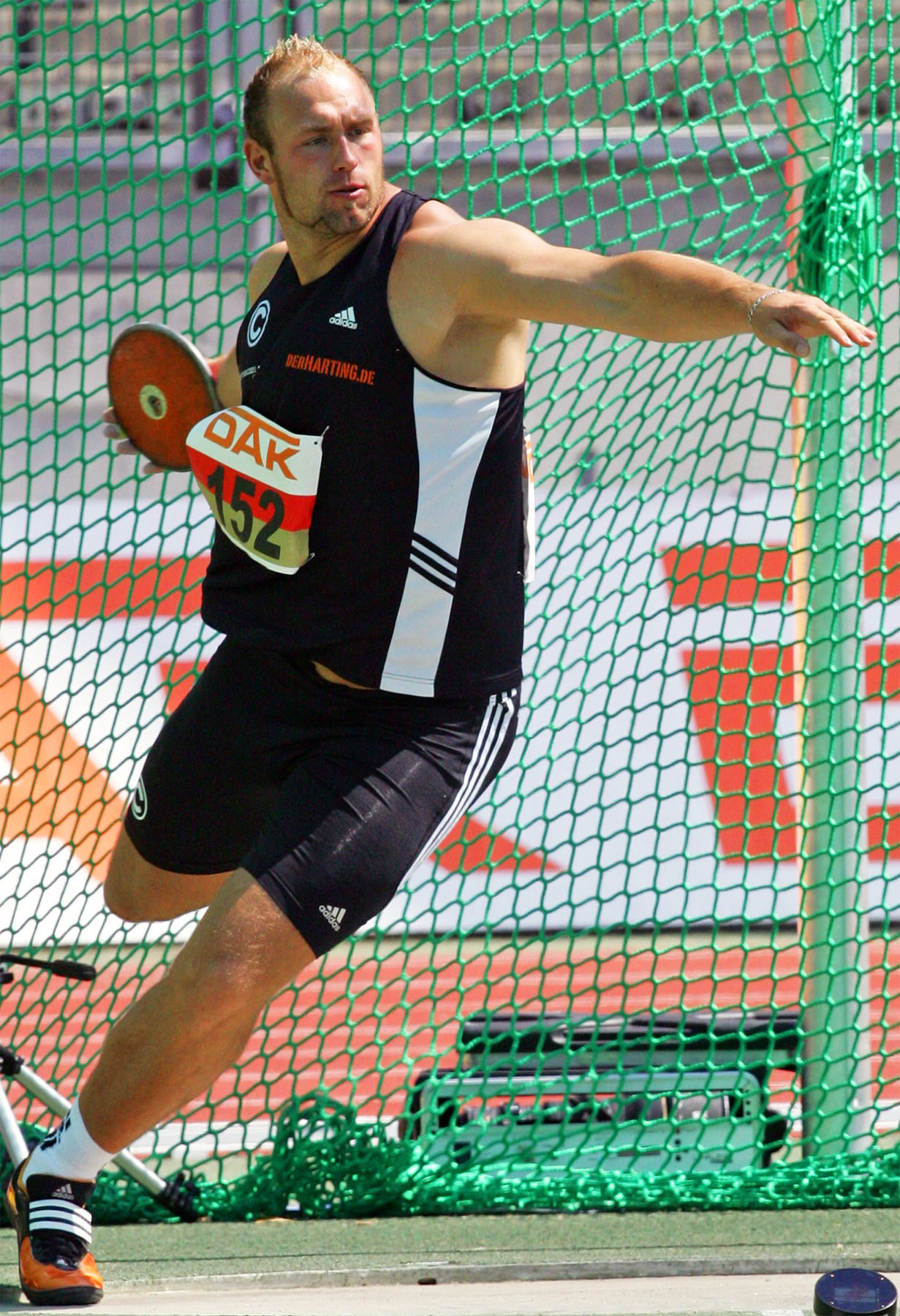
Robert Harting

- 18. Oktober: Robert Harting, deutscher Leichtathlet

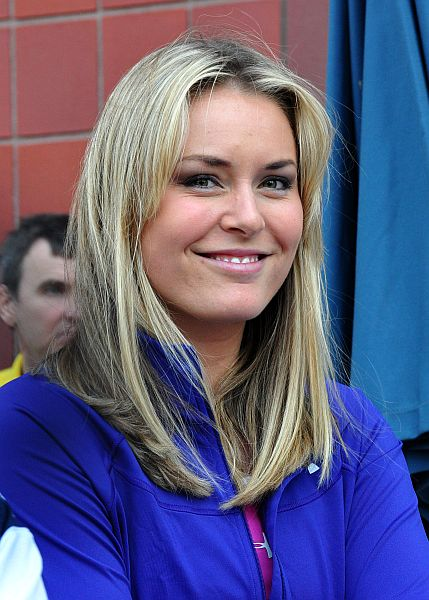
Lindsey Vonn

- 18. Oktober: Lindsey Vonn, US-amerikanische Skirennläuferin
- 19. Oktober: Elexis Gillette, US-amerikanischer Leichtathlet
- 20. Oktober: Ola Fagbemi, nigerianischer Badmintonspieler
- 21. Oktober: Kenny Cooper, US-amerikanischer Fußballspieler
- 21. Oktober: Anouk English, kanadische Shorttrackerin
- 21. Oktober: Silvio Heinevetter, deutscher Handballspieler
- 21. Oktober: Arlette van Weersel, niederländische Schachspielerin
- 22. Oktober: Zimafej Sliwez, belarussischer Freestyle-Skier
- 23. Oktober: Michael Köhler, deutscher Handballspieler
- 23. Oktober: Manuel Lenz, deutscher Fußballtorwart und Torwarttrainer
- 24. Oktober: Christian Reif, deutscher Leichtathlet
- 25. Oktober: Federico Higuaín, argentinischer Fußballspieler
- 26. Oktober: Ahn Hyun-suk, südkoreanischer Badmintonspieler
- 26. Oktober: Sasha Cohen, US-amerikanische Eiskunstläuferin
- 27. Oktober: Mariano González Maroto, spanischer Fußballspieler
- 27. Oktober: Matteo Malucelli, italienischer Automobilrennfahrer
- 28. Oktober: Caner Ağca, türkischer Fußballspieler

### November
- 01. November: Hosni Abd-Rabou, ägyptischer Fußballspieler
- 01. November: Igor Amorelli, brasilianischer Triathlet
- 01. November: Kevin Foley, irischer Fußballspieler
- 01. November: René Toft Hansen, dänischer Handballspieler
- 01. November: Tom Kimber-Smith, britischer Automobilrennfahrer
- 01. November: Miloš Krasić, serbischer Fußballspieler
- 03. November: Mirko Anastasov, deutscher Basketballspieler
- 03. November: Christian Bakkerud, dänischer Automobilrennfahrer († 2011)
- 03. November: Björn Buhrmester, deutscher Handballspieler
- 05. November: Nick Folk, US-amerikanischer American-Football-Spieler
- 05. November: Eliud Kipchoge, kenianischer Leichtathlet
- 05. November: Nick Tandy, britischer Automobilrennfahrer
- 06. November: Thomas Springer, deutscher Triathlet
- 07. November: Mihkel Aksalu, estnischer Fußballspieler
- 08. November: Riley Armstrong, kanadischer Eishockeyspieler
- 09. November: Andrei Aschmarin, russischer Badmintonspieler
- 09. November: Christoph Burkhard, deutscher Fußballspieler
- 09. November: Bassa Mawem, französischer Sportkletterer
- 09. November: Tiandra Ponteen, Leichtathletin aus St. Kitts und Nevis
- 10. November: Dominik Höpfner, deutscher Baseballspieler
- 10. November: Ludovic Obraniak, polnischer Fußballspieler
- 11. November: Hilton Armstrong, US-amerikanischer Basketballspieler
- 11. November: Marina Himmighofen, deutsche Fußballspielerin
- 11. November: Daniela Kix, österreichische Tennisspielerin
- 11. November: Julian Theobald, deutscher Automobilrennfahrer
- 12. November: Francesco Magnanelli, italienischer Fußballspieler
- 12. November: Conrad Rautenbach, simbabwischer Rallyefahrer
- 13. November: Lucas Barrios, argentinisch-paraguayischer Fußballspieler
- 14. November: Tony Gaffney, US-amerikanischer Basketballspieler
- 14. November: Jegor Mechonzew, russischer Boxer und Olympiasieger
- 15. November: Katarina Bulatović, montenegrinische Handballspielerin
- 18. November: Sonia Bermúdez, spanische Fußballspielerin und -trainerin
- 18. November: François Bourque, kanadischer Skirennläufer
- 18. November: Anna Loerper, deutsche Handballspielerin
- 19. November: Baltasar Silva, uruguayischer Fußballspieler
- 21. November: Álvaro Bautista, spanischer Motorradrennfahrer
- 21. November: Andrej Hočevar, slowenischer Eishockeytorhüter und -trainer
- 21. November: Tobias Mahncke, deutscher Handballspieler
- 22. November: Mahmood Abdulrahman, bahrainischer Fußballspieler
- 22. November: Davide Chiumiento, Schweizer Fußballspieler

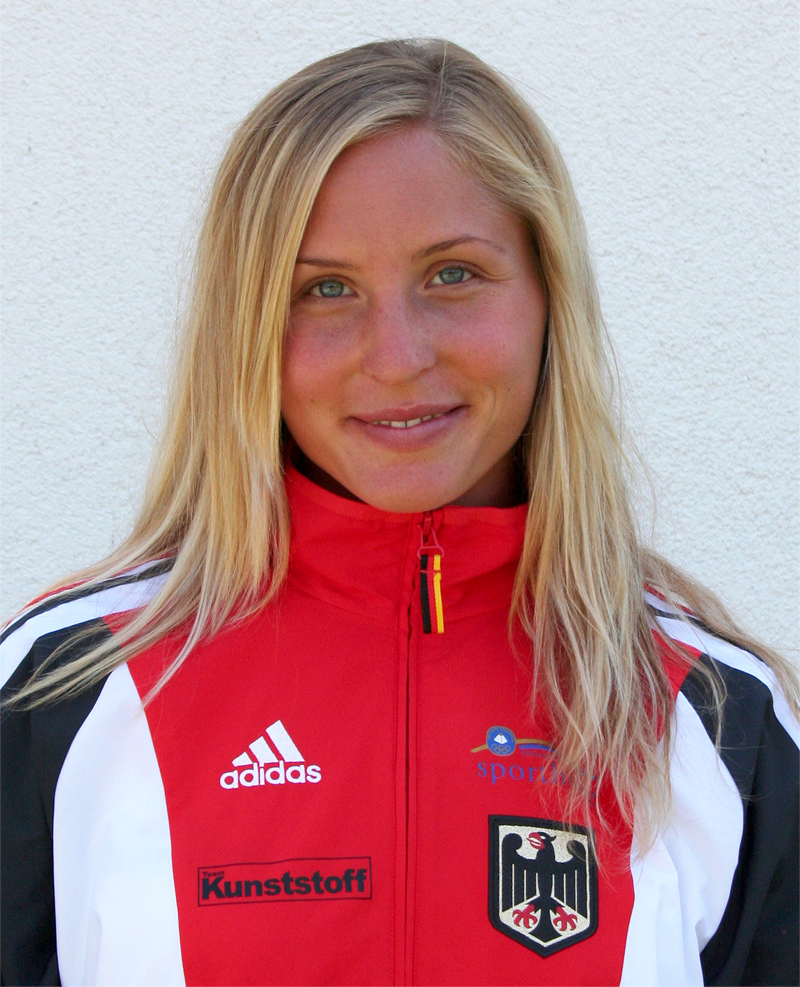
Carolin Leonhardt

- 22. November: Carolin Leonhardt, deutsche Kanutin und Olympiasiegerin
- 22. November: Joan Olivé, spanischer Motorradrennfahrer
- 24. November: Anna Henkes, deutsche Handballspielerin

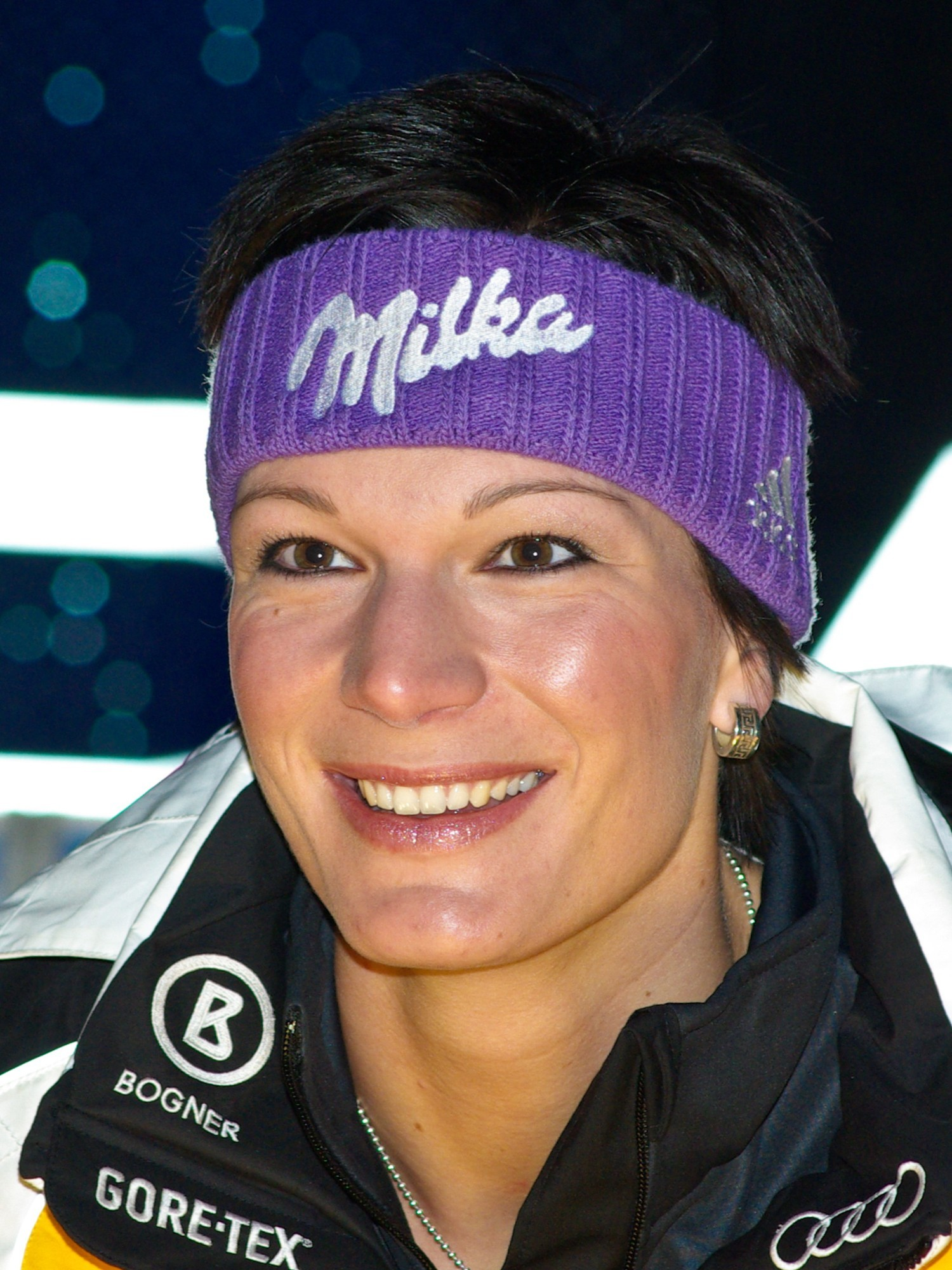
Maria Höfl-Riesch

- 24. November: Maria Höfl-Riesch, deutsche Skirennläuferin
- 24. November: David Schnabel, deutscher Kunstradsportler
- 27. November: Balthasar Schneider, österreichischer Skispringer
- 27. November: Lindsey Van, US-amerikanische Skispringerin
- 28. November: Marc-André Fleury, kanadischer Eishockeyspieler
- 29. November: Florian Bitterlich, deutscher Handballspieler
- 29. November: Michael Devaney, irischer Automobilrennfahrer
- 29. November: Katlego Mphela, südafrikanischer Fußballspieler

### Dezember
- 02. Dezember: Iliesa Delana, fidschianischer Leichtathlet
- 03. Dezember: Juan Pablo Francia, argentinischer Fußballspieler
- 03. Dezember: Roberto Longo, italienischer Radrennfahrer
- 04. Dezember: Matthias Werner, deutscher Handballspieler
- 04. Dezember: Joe Thomas, US-amerikanischer American-Football-Spieler
- 05. Dezember: Camille Abily, französische Fußballspielerin
- 05. Dezember: Tracey Andersson, schwedische Hammerwerferin
- 05. Dezember: Shūhei Aoyama, japanischer Motorradrennfahrer
- 05. Dezember: Abdelkader Ghezzal, algerischer Fußballspieler
- 07. Dezember: Emmanuel Muscat, maltesisch-australischer Fußballspieler

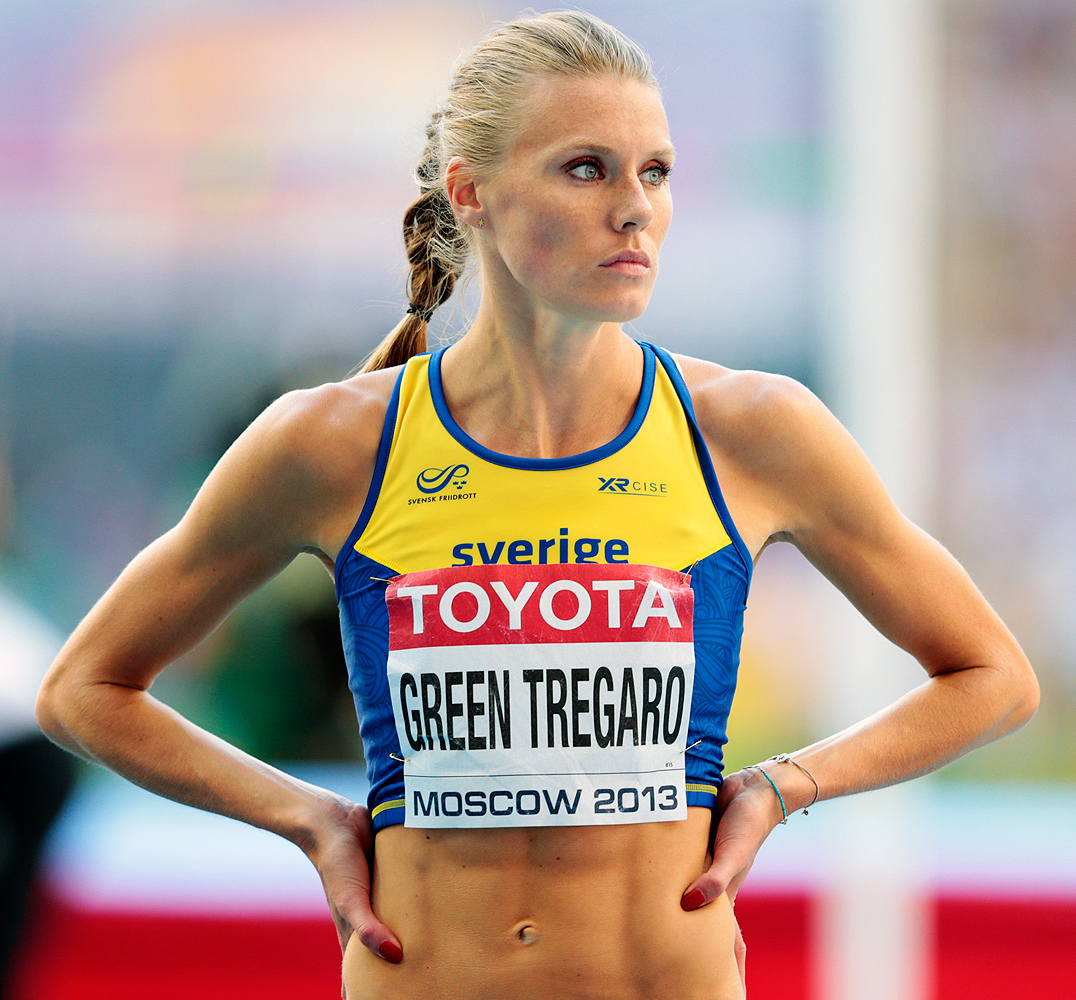
Emma Green

- 08. Dezember: Mary Blanco Bolívar, kolumbianische Fußballschiedsrichterassistentin
- 08. Dezember: Emma Green, schwedische Leichtathletin
- 08. Dezember: Roland Resch, österreichischer Motorradrennfahrer
- 11. Dezember: Rachel Emily Bragg, britische Volleyballspielerin
- 11. Dezember: Kennedy Mweene, sambischer Fußballtorhüter
- 12. Dezember: Daniel Agger, dänischer Fußballspieler
- 12. Dezember: Sophie Edington, australische Schwimmerin
- 12. Dezember: Mette Gravholt, dänische Handballspielerin
- 13. Dezember: Santi Cazorla, spanischer Fußballspieler
- 14. Dezember: Chadli Amri, algerischer Fußballspieler
- 14. Dezember: Axel Hackert, deutscher Eishockeyspieler
- 15. Dezember: Véronique Mang, französische Leichtathletin und Olympionikin
- 15. Dezember: Martin Škrtel, slowakischer Fußballspieler
- 17. Dezember: Þórunn Helga Jónsdóttir, isländische Fußballspielerin
- 18. Dezember: Giuliano Razzoli, italienischer Skirennläufer
- 18. Dezember: Maxine Seear, australische Triathletin
- 18. Dezember: Modou Sougou, senegalesischer Fußballspieler
- 20. Dezember: Şenol Akın, türkischer Fußballspieler
- 20. Dezember: Benedikt Pliquett, deutscher Fußballtorhüter
- 21. Dezember: Michael McDowell, US-amerikanischer Automobilrennfahrer
- 21. Dezember: Peter Chrappan, slowakischer Fußballspieler
- 22. Dezember: Tatjana Borodulina, russische Shorttrackerin
- 22. Dezember: Clarisa Huber, österreichisch-argentinische Fußball- und Futsalspielerin
- 22. Dezember: David Müller, deutscher Fußballspieler
- 24. Dezember: Wallace Spearmon, US-amerikanischer Leichtathlet
- 25. Dezember: Manuel Antonio Morais Cange, angolanischer Fußballspieler

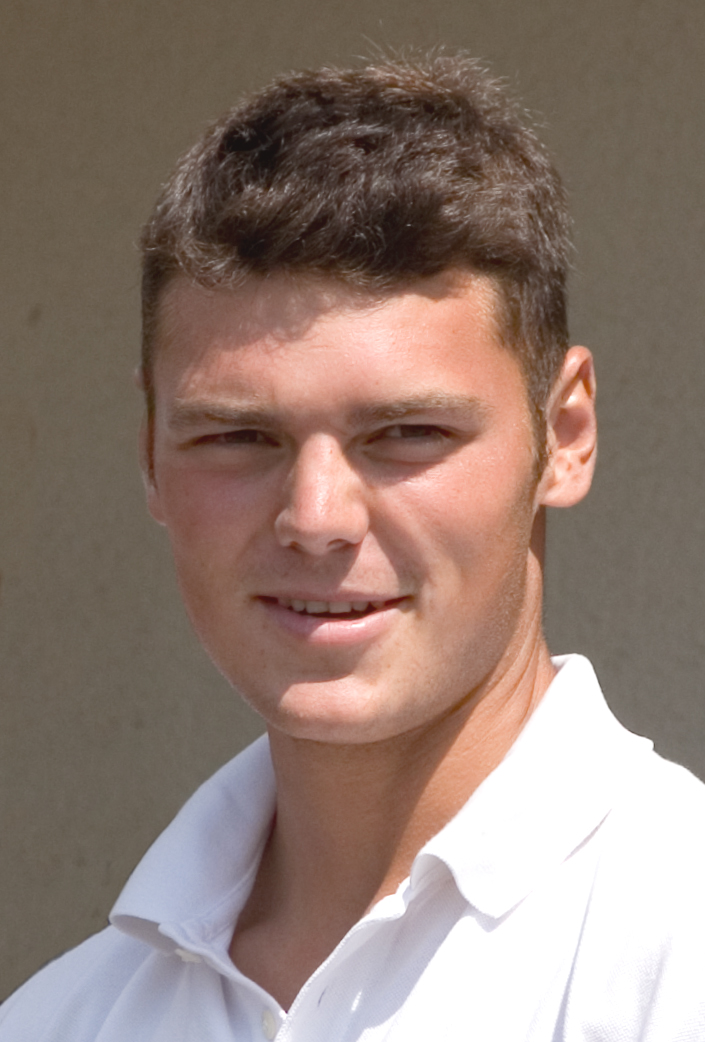
Martin Kaymer

- 28. Dezember: Martin Kaymer, deutscher Berufsgolfer
- 28. Dezember: Alex Lloyd, britischer Automobilrennfahrer
- 28. Dezember: Sean St. Ledger, englisch-irischer Fußballspieler
- 29. Dezember: Lisa Brüggemann, deutsche Kunstturnerin
- 30. Dezember: Silvère Ackermann, Schweizer Radsportler
- 30. Dezember: Sergio Gadea, spanischer Motorradrennfahrer
- 30. Dezember: LeBron James, US-amerikanischer Basketballspieler
- 31. Dezember: Nina Lasarewa, russische Rhythmische Sportgymnastin
- 31. Dezember: Demba Touré, senegalesischer Fußballspieler

### Datum unbekannt
- Hanspeter Brodbeck, deutscher Handballschiedsrichter
- Simon Reich, deutscher Handballschiedsrichter

## Gestorben

### Januar
- 01. Januar: Kaarlo Vähämäki, finnischer Turner (* 1892)
- 02. Januar: Roberto Porta, uruguayisch-italienischer Fußballspieler und -trainer (* 1913)
- 06. Januar: Hermann Engelhard, deutscher Leichtathlet (* 1903)
- 10. Januar: Charles Fasel, Schweizer Eishockeyspieler (* 1898)
- 10. Januar: Toivo Loukola, finnischer Leichtathlet (* 1902)
- 10. Januar: Thoralf Strømstad, norwegischer Skisportler (* 1897)
- 13. Januar: Fulvio Bernardini, italienischer Fußballspieler und -trainer (* 1905)
- 13. Januar: Leon Jucewicz, polnischer Eisschnellläufer (* 1902)
- 15. Januar: Kurt Mansfeld, deutscher Motorradrennfahrer (* 1910)
- 19. Januar: Gösta Bengtsson, schwedischer Segler (* 1897)
- 20. Januar: Hagbart Haakonsen, norwegischer Skilangläufer und Nordischer Kombinierer (* 1895)
- 20. Januar: Artur Svensson, schwedischer Leichtathlet (* 1901)
- 20. Januar: Johnny Weissmuller, US-amerikanischer Schwimmer und Schauspieler (* 1904)
- 22. Januar: Josef Walcher, österreichischer Skirennläufer (* 1954)
- 23. Januar: Hans Christian Sørensen, dänischer Turner (* 1900)

### Februar
- 01. Februar: Hans Vinjarengen, norwegischer Skisportler (* 1905)
- 02. Februar: Josef Kamper, österreichischer Motorradrennfahrer (* 1925)
- 05. Februar: Chuck Cooper, US-amerikanischer Basketballspieler (* 1926)
- 05. Februar: Nakazawa Yonetarō, japanischer Zehnkämpfer (* 1903)
- 06. Februar: Charles Delelienne, belgischer Hockeytorhüter (* 1892)
- 12. Februar: Ferry Dusika, österreichischer Radrennfahrer (* 1908)
- 18. Februar: Jakob Miltz, deutscher Fußballspieler (* 1928)
- 18. Februar: Marcel Pesch, luxemburgischer Radrennfahrer (* 1910)
- 19. Februar: Jesse Pye, englischer Fußballspieler (* 1919)
- 22. Februar: Wilhelm Müller, deutscher Feldhandballspieler (* 1909)
- 000Februar: Gordon Goodwin, britischer Leichtathlet (* 1895)

### März
- 01. März: Peter Walker, britischer Automobilrennfahrer (* 1912)
- 07. März: Karl Neckermann, deutscher Leichtathlet (* 1911)
- 09. März: Arnold Martignoni, Schweizer Eishockeytorhüter (* 1901)
- 12. März: Colin Ratsey, britischer Segler (* 1906)
- 15. März: Ken Carpenter, US-amerikanischer Leichtathlet (* 1913)
- 16. März: John Romig, US-amerikanischer Leichtathlet (* 1898)
- 18. März: Carrie Pickles, britische Turnerin (* 1902)
- 19. März: Erwin Franzkowiak, deutscher Hockeyspieler (* 1894)
- 19. März: Bo Ljungberg, schwedischer Leichtathlet (* 1911)
- 22. März: Josef Müller, deutscher Fußballspieler und -trainer (* 1893)
- 31. März: Constance Jeans, britische Schwimmerin (* 1899)

### April
- 02. April: Ernst van Aaken, deutscher Sportmediziner und Trainer (* 1910)
- 02. April: Mario Pretto, italienischer Fußballspieler und -trainer (* 1915)
- 05. April: Hans Mathiesen Lunding, dänischer Vielseitigkeitsreiter (* 1899)
- 07. April: Fred Gaby, britischer Leichtathlet (* 1895)
- 14. April: Eugen Geiwitz, deutscher Fechter (* 1901)
- 14. April: Anders Haugen, US-amerikanischer Skispringer (* 1888)
- 16. April: Giovanni Lattuada, italienischer Turner (* 1905)
- 17. April: Gérard Vuilleumier, Schweizer Skispringer und Radsportler (* 1905)
- 20. April: Karl Hipfinger, österreichischer Gewichtheber (* 1905)
- 26. April: Jos Cillien, luxemburgischer Kunstturner (* 1911)
- 26. April: David Collet, britischer Ruderer (* 1901)
- 26. April: Helge Løvland, norwegischer Leichtathlet (* 1890)
- 28. April: Loro Boriçi, albanischer Fußballspieler und -trainer (* 1922)

### Mai
- 01. Mai: Jüri Lossmann, estnischer Leichtathlet (* 1891)
- 03. Mai: Ross Taylor, kanadischer Eishockeyspieler (* 1902)
- 04. Mai: Willie Ormond, schottischer Fußballspieler und -trainer (* 1927)
- 05. Mai: Mihály Bozsi, ungarischer Wasserballspieler (* 1911)
- 05. Mai: Just Göbel, niederländischer Fußballspieler (* 1891)
- 05. Mai: Yoshioka Takayoshi, japanischer Leichtathlet (* 1909)
- 08. Mai: Gino Bianco, italienischer Automobilrennfahrer (* 1916)
- 10. Mai: Joaquim Agostinho, portugiesischer Radrennfahrer (* 1943)
- 11. Mai: Toni Turek, deutscher Fußballspieler (* 1919)
- 16. Mai: Karl Neumer, deutscher Radrennfahrer (* 1887)
- 17. Mai: Albert Becker, österreichischer Schachmeister (* 1896)
- 18. Mai: Nasuh Akar, türkischer Ringer (* 1925)
- 20. Mai: Vittorio Gliubich, italienischer Ruderer (* 1902)
- 20. Mai: Bill Holland, US-amerikanischer Automobilrennfahrer (* 1907)
- 21. Mai: Randi Bakke, norwegische Eiskunstläuferin (* 1904)

### Juni
- 01. Juni: Sten Pettersson, schwedischer Leichtathlet (* 1902)
- 01. Juni: Carl Sandblom, schwedischer Segler (* 1908)
- 01. Juni: Heinrich Zänker, deutscher Ruderer (* 1902)
- 03. Juni: Aldo Campatelli, italienischer Fußballspieler und -trainer (* 1919)
- 06. Juni: Albert Deborgies, französischer Wasserballspieler (* 1902)
- 07. Juni: Rudolf Stahl, deutscher Feldhandballspieler (* 1912)
- 09. Juni: Adolf Wagner, deutscher Gewichtheber und Gewichthebertrainer (* 1911)
- 13. Juni: Kenneth Armstrong, englischer Fußballspieler und -trainer (* 1924)
- 21. Juni: Oreste Moricca, italienischer Fechter (* 1891)
- 22. Juni: Robert Sutton, US-amerikanischer Segler (* 1909)
- 00. Juni: Jorge Pelikan, tschechisch-argentinischer Schachmeister (* 1906)
- 00. Juni: Wilhelm Sandner, deutscher Eisschnellläufer (* 1911)

### Juli
- 01. Juli: Víctor Avendaño, argentinischer Boxer (* 1907)
- 01. Juli: Julius Müller, deutscher Leichtathlet (* 1903)
- 02. Juli: Jean Alfonsetti, luxemburgischer Radrennfahrer (* 1908)
- 03. Juli: Ernesto Mascheroni, uruguayisch-italienischer Fußballspieler (* 1907)
- 03. Juli: Hubert Wallace, kanadischer Segler (* 1899)
- 05. Juli: Ludy Langer, US-amerikanischer Schwimmer (* 1893)
- 05. Juli: Karl Magnus Satre, US-amerikanischer Skisportler (* 1908)
- 06. Juli: Mina Wylie, australische Schwimmerin (* 1891)
- 07. Juli:  Jón Halldórsson, isländischer Leichtathlet (* 1889)
- 12. Juli: Omer Smet, belgischer Hürdenläufer und Sprinter (* 1890)
- 14. Juli: Léon Mart, luxemburgischer Fußballspieler (* 1914)
- 16. Juli: Walter Laufer, US-amerikanischer Schwimmer (* 1906)
- 18. Juli: Dezső Frigyes, ungarischer Boxer und Boxtrainer (* 1913)
- 18. Juli: Bernard Joy, englischer Fußballspieler (* 1911)
- 25. Juli: Paul Dätwyler, Schweizer Ringer und Schwinger (* 1916)
- 25. Juli: George Renwick, britischer Sprinter (* 1901)
- 27. Juli: Laurence Jackson, britischer Curlingspieler (* 1900)

### August
- 02. August: Jean-Pierre Kuhn, luxemburgischer Radrennfahrer (* 1903)
- 04. August: Donald Johnston, US-amerikanischer Ruderer (* 1899)
- 06. August: Fernand Tavano, französischer Automobilrennfahrer (* 1933)
- 08. August: Albert Steinmetz, deutscher Leichtathlet (* 1909)
- 11. August: Marcel Balsa, französischer Automobilrennfahrer (* 1909)
- 11. August: Fred Faller, US-amerikanischer Leichtathlet (* 1895)
- 13. August: Tigran Petrosjan, armenisch-sowjetischer Schachweltmeister (* 1929)
- 14. August: Clas Haraldsson, schwedischer Skisportler (* 1922)
- 24. August: John Johnsen, norwegischer Schwimmer und Wasserballspieler (* 1892)

### September
- 02. September: Sándor Cséfay, ungarischer Handballspieler (* 1904)
- 02. September: Eino Purje, finnischer Leichtathlet (* 1900)
- 04. September: Bjarne Johnsen, norwegischer Turner (* 1892)
- 08. September: Väinö Perttunen, finnischer Ringer (* 1906)
- 09. September: Gunnar Jamvold, norwegischer Segler (* 1896)
- 16. September: Cyril Paul, britischer Automobilrennfahrer (* 1903)
- 17. September: Sven Jonasson, schwedischer Fußballspieler und -trainer (* 1909)
- 20. September: Eduard Mohr, deutscher Regattasegler (* 1902)
- 23. September: Alston Wise, kanadischer Eishockeyspieler (* 1904)
- 29. September: Domingos de Sousa Coutinho, portugiesischer Springreiter (* 1896)

### Oktober
- 01. Oktober: Blagoje Marjanović, jugoslawischer Fußballspieler und -trainer
- 02. Oktober: Paul Weyres, deutscher Motorradrennfahrer (* 1900)
- 04. Oktober: Virgil Jacomini, US-amerikanischer Ruderer (* 1899)
- 06. Oktober: André van de Werve de Vorsselaer, belgischer Fechter (* 1908)
- 11. Oktober: Manuel Alonso, spanischer Tennisspieler (* 1895)
- 17. Oktober: Hermann Auf der Heide, deutscher Hockeyspieler (* 1911)
- 17. Oktober: Peder Møller, dänischer Turner (* 1897)
- 21. Oktober: Olavi Sihvonen, finnischer Skisportler (* 1918)
- 25. Oktober: René Lorain, französischer Leichtathlet (* 1900)
- 28. Oktober: Knut Nordahl, schwedischer Fußballspieler (* 1920)
- 30. Oktober: William D’Amico, US-amerikanischer Bobfahrer (* 1910)
- 31. Oktober: John Collier, US-amerikanischer Leichtathlet (* 1907)
- 000Oktober: Andrew Aitken, englischer Fußballspieler (* 1909)

### November
- 03. November: Aldo Donati, italienischer Fußballspieler (* 1910)
- 05. November: Domien Jacob, belgischer Turner (* 1897)
- 05. November: Thomas J. Sands, US-amerikanischer Fechter (* 1907)
- 13. November: Donald Favor, US-amerikanischer Leichtathlet (* 1913)
- 13. November: Chris Wheeler, australischer Radrennfahrer (* 1914)
- 14. November: Adhemar Canavesi, uruguayischer Fußballspieler (* 1903)
- 20. November: Mario Celoria, italienischer Fußballspieler (* 1911)
- 22. November: Adolf Laudon, österreichischer Fußballspieler (* 1912)
- 25. November: Jimmy Jackson, US-amerikanischer Automobilrennfahrer (* 1910)
- 000November: Tatsuhara Motoo, japanischer Fußballspieler (* 1913)
- 000November: Rudolf Vojta, österreichischer Eishockey- und Handballspieler (* 1912)

### Dezember
- 01. Dezember: Wayland Becker, US-amerikanischer American-Football-Spieler (* 1910)
- 10. Dezember: Þorsteinn Hjálmarsson, isländischer Schwimmer und Wasserballspieler sowie Schwimmtrainer (* 1911)
- 10. Dezember: Luke Johnsos, US-amerikanischer American-Football-Spieler und -Trainer (* 1905)
- 13. Dezember: Rosa Kellner, deutsche Leichtathletin (* 1910)
- 13. Dezember: José Zampicchiatti, argentinischer Radrennfahrer (* 1900)
- 18. Dezember: Valerijonas Balčiūnas, litauischer Fußballspieler, -schiedsrichter und -funktionär sowie Basketballspieler und -schiedsrichter (* 1904)
- 18. Dezember: Puck van Heel, niederländischer Fußballspieler (* 1904)
- 24. Dezember: Josef Arents, deutscher Radrennfahrer (* 1912)
- 26. Dezember: Tebbs Lloyd Johnson, britischer Leichtathlet (* 1900)
- 29. Dezember: Gregor Hradetzky, österreichischer Kanute (* 1909)

### Datum unbekannt
- Andrés Gazzotti, argentinischer Polospieler (* 1896)
- Adolfo Mengotti, Schweizer Fußballspieler (* 1901)
- Josef Schleinkofer, deutscher Boxer (* 1910)